# Henri Fantin-Latour
Pour les articles homonymes, voir Fantin et Latour.
Henri Fantin-Latour né à Grenoble le 14 janvier 1836 et mort à Buré le 25 août 1904 est un peintre et lithographe français.
Artiste réaliste et intimiste, son œuvre annonce également le symbolisme.

## Biographie
Né à Grenoble, Ignace Henri Jean Théodore Fantin-Latour étudie avec son père Théodore Fantin-Latour (1805-1875), peintre. En 1850, il quitte Grenoble et s'installe à Paris où il s'inscrit à la petite École de dessin de Paris avec Louis-Alexandre Péron et Horace Lecoq de Boisbaudran, un instructeur innovant et non traditionnel qui a développé et publié sa propre méthode d'enseignement unique basée sur la peinture et le dessin de mémoire.
Il entre à l'École des beaux-arts en 1854. Il a pour condisciples Edgar Degas, Alphonse Legros et Jean-Charles Cazin.
En 1861, il fréquente brièvement l'atelier de Gustave Courbet, rue Notre-Dame-des-Champs. Un tableau de cette époque le représente avec le peintre et caricaturiste Oulevay.
Au début de sa carrière, entre 1854 et 1861, il exécute un grand nombre d'autoportraits à la craie, au fusain et à l'huile. Il s'est vu refuser l'un d'eux au Salon de 1859. Il y participe à nouveau avec La Liseuse en 1861. Ce sujet lui permet de dépeindre un personnage, absorbé par une activité qui le laisse indifférent au travail de l'artiste et au regard du spectateur.
Membre du groupe dit « de 1863 », puis du Cénacle des Batignolles d'où surgira l'impressionnisme, il est un peu, remarquait Gustave Kahn, le chaînon qui unit les peintres d'aujourd'hui à la peinture romantique.

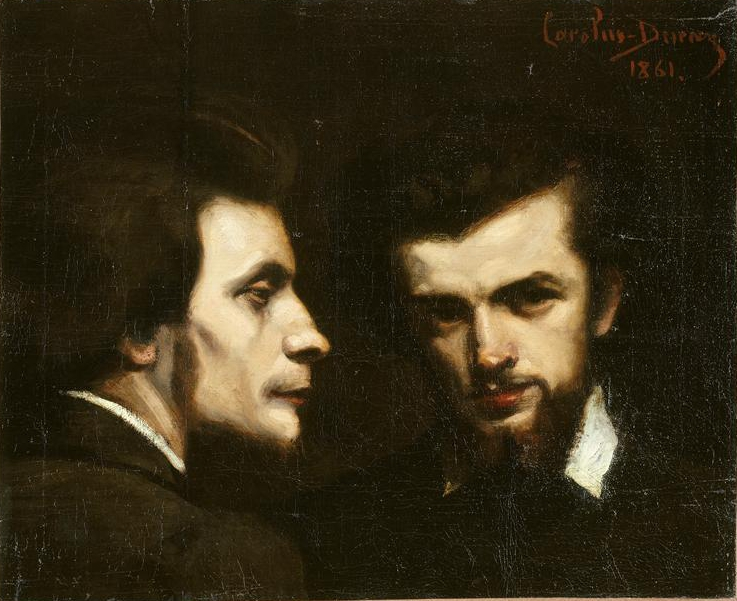
Carolus-Duran, Fantin-Latour et Oulevay (1861), Paris, musée d'Orsay.
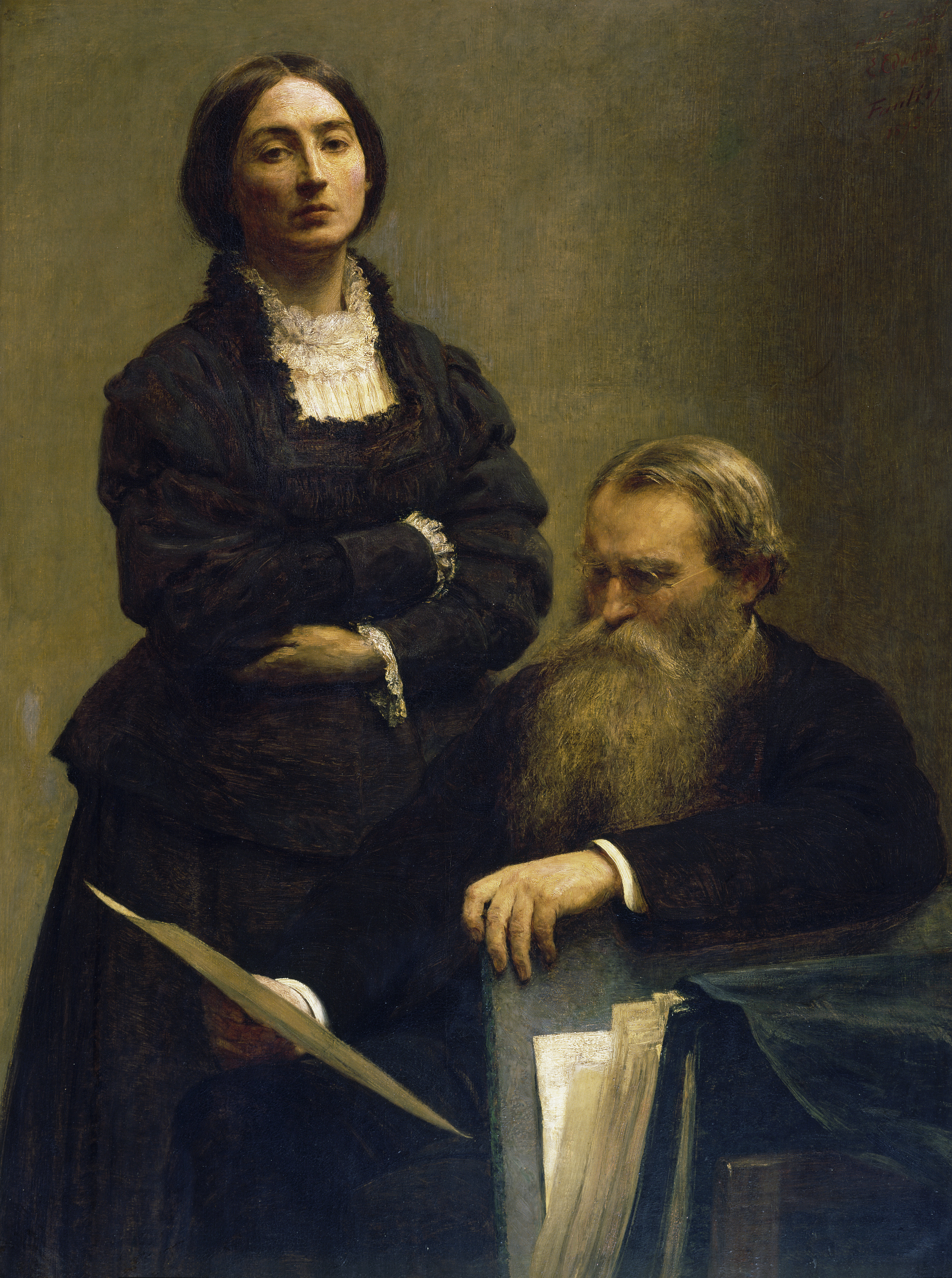
Henri Fantin-Latour, Mr et Mrs Edwin Edwards (1875), Londres, Tate Gallery.

### Les natures mortes des années 1860
Encouragé par Whistler (1834-1903), qu'il rencontre en 1858 au Louvre, il effectue plusieurs séjours à Londres de 1859 à 1881. Dans les années 1860, ses natures mortes jouent un rôle capital dans sa carrière. C'est en effet en Angleterre, qu'il trouve de nombreux amateurs pour ses compositions de fleurs et de fruits, à une époque où la peinture impressionniste française y était peu appréciée. Whistler l'a mis en relation avec son beau-frère Francis Seymour Haden et avec le graveur Edwin Edwards, et c'est à Londres, qu'il apprend à graver. Il rend visite aux Edwards à Sunbury en 1861, lors de sa seconde visite en Angleterre et à nouveau en 1864.
En 1862, une de ses natures mortes est exposée à la Royal Academy de Londres. C'était la première d'une longue série, car ensuite il en a présenté plusieurs presque chaque année et qui occupaient invariablement une place de choix dans le bâtiment des expositions. Lors de son troisième voyage en Angleterre, il y séjourne de juillet à octobre et y peint à nouveau des natures mortes. Achats et commandes se succèdent, lui assurant une réussite commerciale.
Ses natures mortes peuvent étonner à l'époque des impressionnistes, cependant, le choix d'un tel sujet n'est pas aussi innocent qu'il n'y paraît. Dans la hiérarchie des genres édictée par l'Académie des beaux-arts depuis le XVIIe siècle, la nature morte de fruits ou de fleurs est reléguée au bas de l'échelle. En se libérant de tout prétexte littéraire, religieux ou historique — censé conférer valeur et noblesse à l’œuvre —, il prend le contrepied des principes académiques. Celle du Metropolitan Museum, Nature morte avec fleurs et fruits de 1866, est l'une des quatre qui lui ont été commandées par Michael Spartali, homme d'affaires et diplomate grec ayant vécu à Londres. Il travaille sur ces toiles de mars à septembre 1866, exposant l'une d'entre elles à Paris au Salon de cette année. Elle est conservée à Washington à la National Gallery of Art. Edwin et Ruth Edwards, ses mécènes et marchands anglais lui recommandent d'utiliser toujours des vases simples et des plateaux de table simples afin de mettre en valeur sa grande habileté à rendre la texture et la couleur.
Elles sont chaleureusement accueillies également aux Pays-Bas où lors de l'Exposition des maîtres vivants de 1899 à Amsterdam, une petite nature morte avec des roses a coûté 2 000 florins, une somme considérable pour l'époque. Des marchands d'art comme E.J. van Wisselingh et Huinck & Scherjon, tous deux situés à Amsterdam, ont régulièrement stocké des œuvres de Fantin-Latour jusque dans les années 1930. Une grande partie de son travail s'est retrouvée dans des musées néerlandais tels que le Rijksmuseum à Amsterdam et le musée Kröller-Müller à Otterlo grâce à des dons et legs.

Natures mortes des années 1860
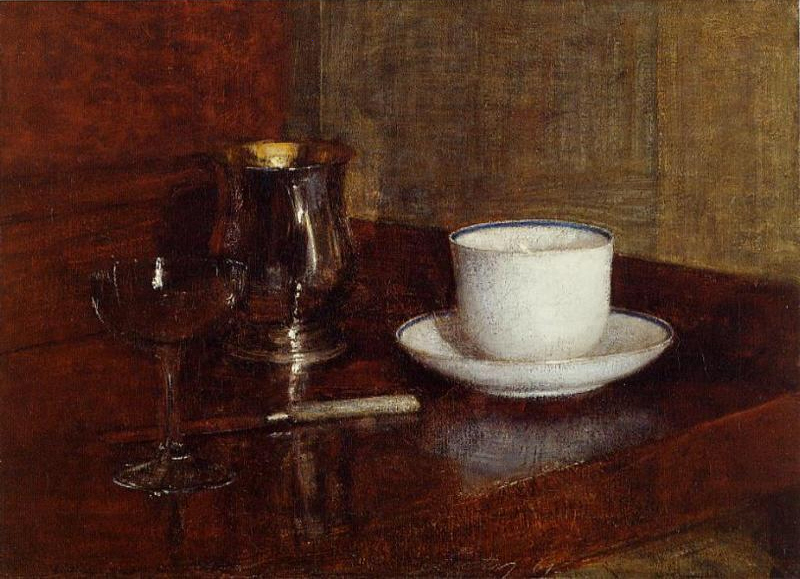
Verre, gobelet en argent et coupe de champagne (1860), collection particulière.
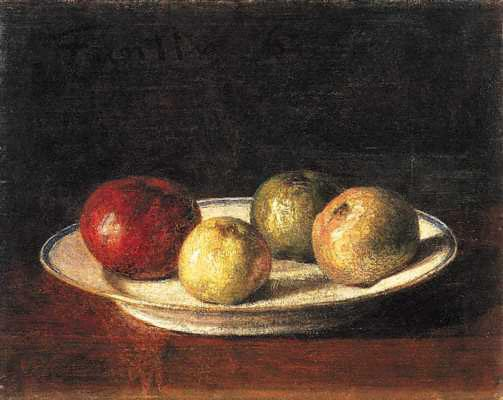
Un plat de pommes (1861), Londres, Tate Gallery.
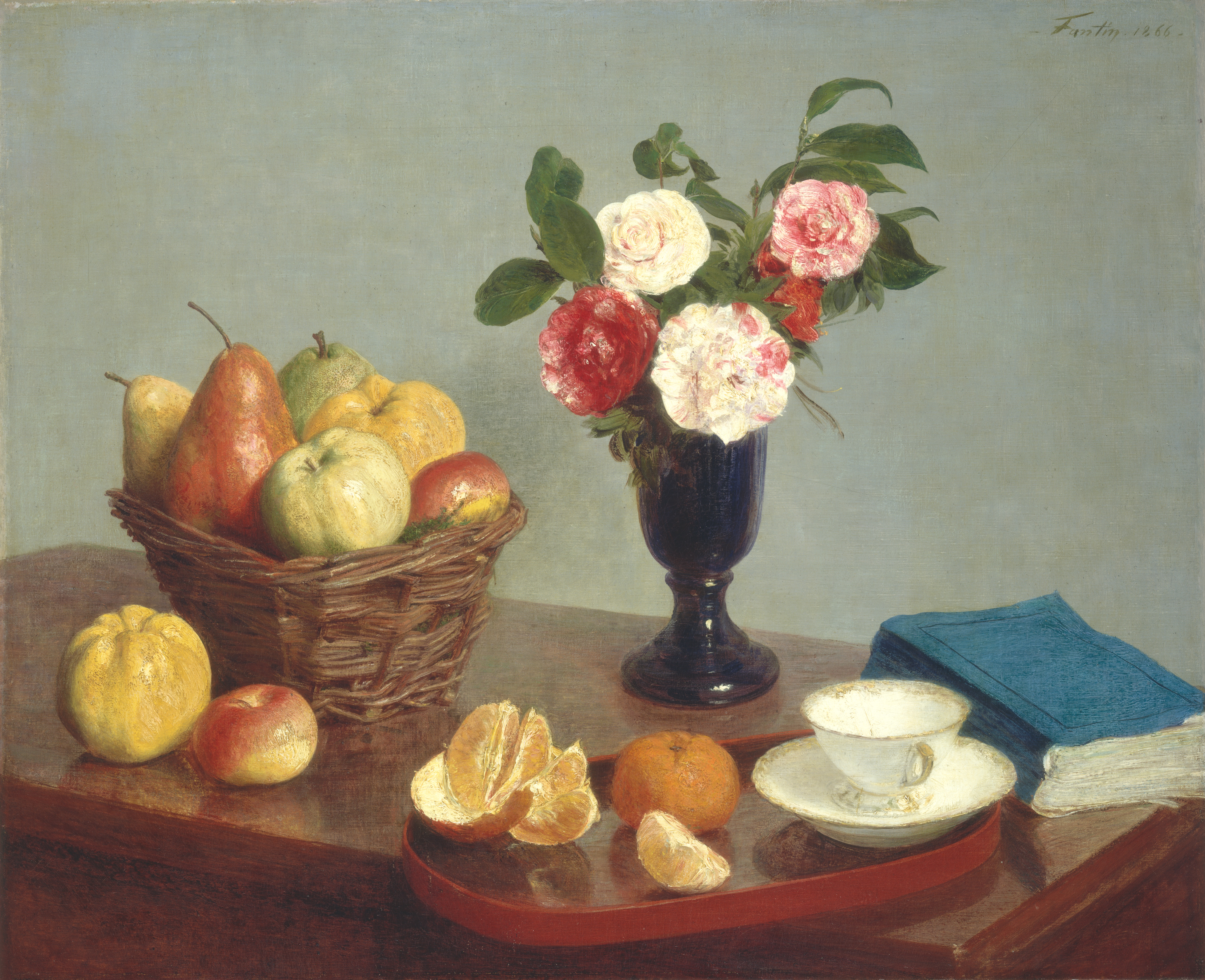
Nature morte (1866), Washington, National Gallery of Art.
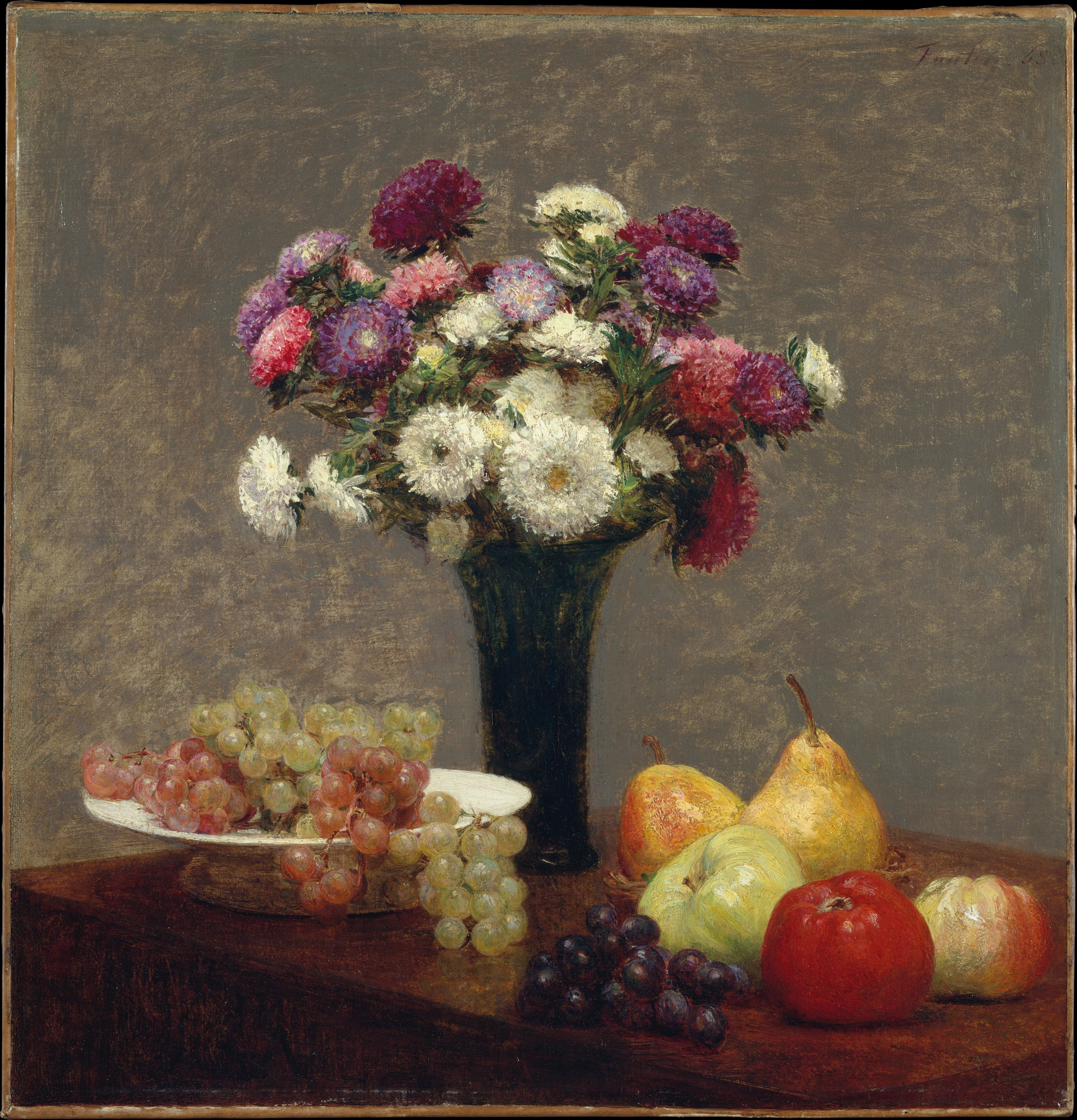
Asters et fruits (1868), New York, Metropolitan Museum of Art.

### Univers artistique
Après le rejet de ses premières soumissions au Salon en 1859, dans un effort pour se faire connaître en France, il commence à exposer avec son ami Manet et les futurs impressionnistes Renoir et Monet. En 1865, il écrit à Edwin Edwards : « Nous formons un groupe et faisons du bruit parce qu'il y a beaucoup de peintres et qu'on en oublie facilement un. Quand nous nous réunissons… nous gagnons en nombre et devenons plus aventureux. Je pensais que cela pouvait durer, c'était mon erreur ».
En 1867, il fait également partie des neuf membres de la Société japonaise du Jinglar avec Carolus-Duran qui a fait son portrait à deux reprises en 1861, et les céramistes Bracquemond et Solon, qui se réunissaient pour dîner à la japonaise. « On éprouvait toujours en l'abordant un petit sentiment de frayeur, à cause de ces façons rudes que les artistes de sa génération affectaient souvent comme inséparables d'une noble indépendance », dira Blanche, un ami peintre de la génération suivante.

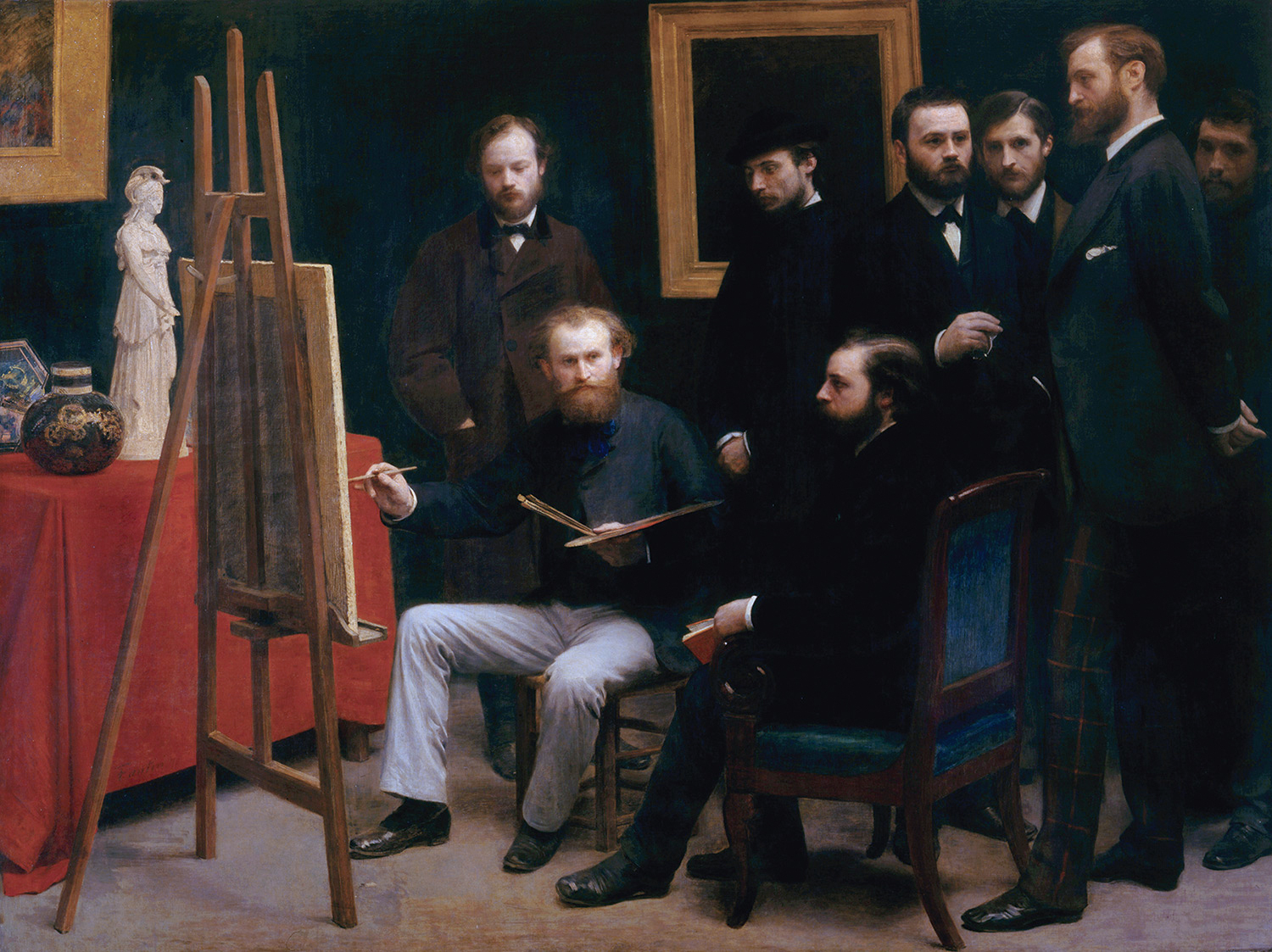
Un atelier aux Batignolles (1870), Paris, musée d'Orsay.

Fantin rénove le portrait collectif avec de grands tableaux-manifestes : Hommage à Delacroix (1864) ; Le Toast (1865), hommage aux peintres réalistes, qu'il détruisit lui-même en ne conservant que les fragments de trois portraits conservés à la Freer Callery de Washington, au musée d'Orsay et son autoportrait dans une collection privée néerlandaise ; Un atelier aux Batignolles (1870), hommage à Manet ; Un coin de table (1872), hommage aux poètes parnassiens, dont Verlaine et Rimbaud ; Autour du piano (1885), hommage aux musiciens et musicologues.
Dans Un atelier aux Batignolles, Manet au centre peint, avec autour de lui de gauche droite Otto Scholderer, Auguste Renoir, Zacharie Astruc, Emile Zola, Edmond Maître, Frédéric Bazille et Claude Monet. Cette toile témoigne des liens qu'il entretient avec l'avant-garde de l'époque et Manet en particulier et est un écho à l'opinion de Zola sur Manet : « Autour du peintre vilipendé par le public s'est créé un front commun de peintres et d'écrivains le revendiquant comme un maître ». Edmond de Goncourt, lui, raille dans son journal celui qu'il nomme « le distributeur de gloire aux génies de brasserie ».
Selon la liste de tableaux établie par sa femme, en 1874, il réalise 31 compositions de fleurs et de fruits. Nature morte avec pensées, conservées à New York au Metropolitan Museum, est l'une d'elles.
Il épouse en 1876 Victoria Dubourg qui est peintre comme lui. Il passe ensuite ses étés dans la résidence de la famille de sa femme à Buré en Basse-Normandie.
Ses scènes d'intérieur sont réalisées dans une gamme quasi monochrome de gris et de brun.

### Fin de carrière
En septembre 1880, quand il réalise son tableau Fleurs d'été à Buré, il a établi une clientèle stable en Grande-Bretagne pour ses peintures exquises d'arrangements floraux informels, disposés dans des vases modestes et vus sur un fond neutre.

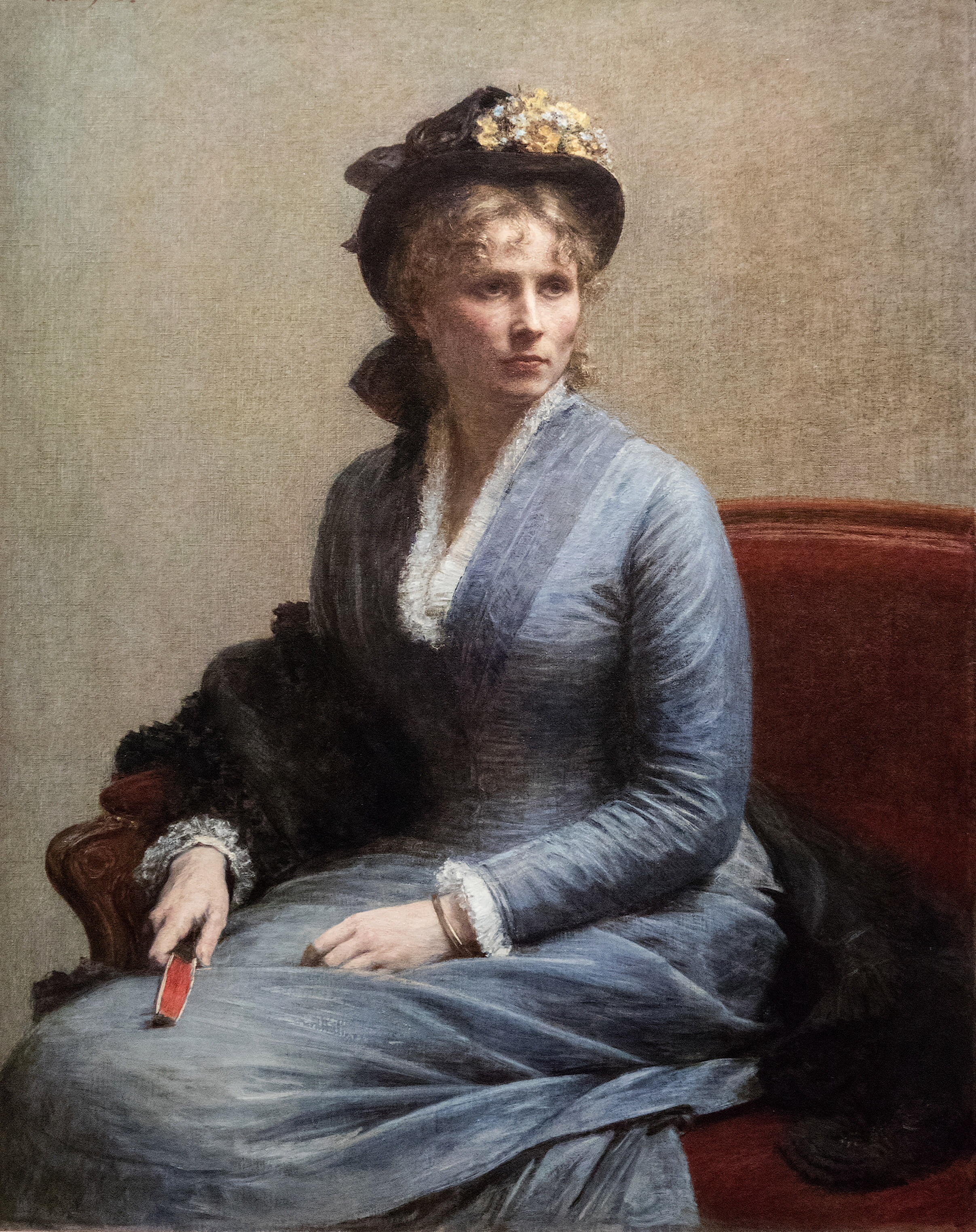
Portrait de Charlotte Dubourg (1882), Paris, musée d'Orsay.

Entre 1880 et 1887, il inclut des portraits dans ses présentations annuelles au Salon de Paris. Ils ont toujours attiré une grande attention critique et, qu'ils soient commandés ou non, ont rapporté des prix élevés. Ses portraits de sa femme Victoria Dubourg, ou de ses amis, Manet, Verlaine, ont un réalisme harmonieux et incisif. C'est aussi le cas de celui de Madame Léon Maître belle-sœur du pianiste Edmond Maître, l'un de ses plus proches amis. Mais lors de l'exposition du portrait de sa belle-sœur Charlotte Dubourg en 1882, la critique, plus habituée à la grandiloquence des portraits d'apparat, est mal à l'aise. Il eut des commentaires comme celui de Maurice Hamel dans la Gazette des beaux-arts de juin 1887 : « Sans doute, on y admire les hautes qualités du peintre, finesse d'harmonie, plénitude du modelé. Mais on dirait que la volonté de l'artiste s'est disséminée trop également sur les détails au lieu de mettre habilement en lumière l'intérêt capital des physionomies ».

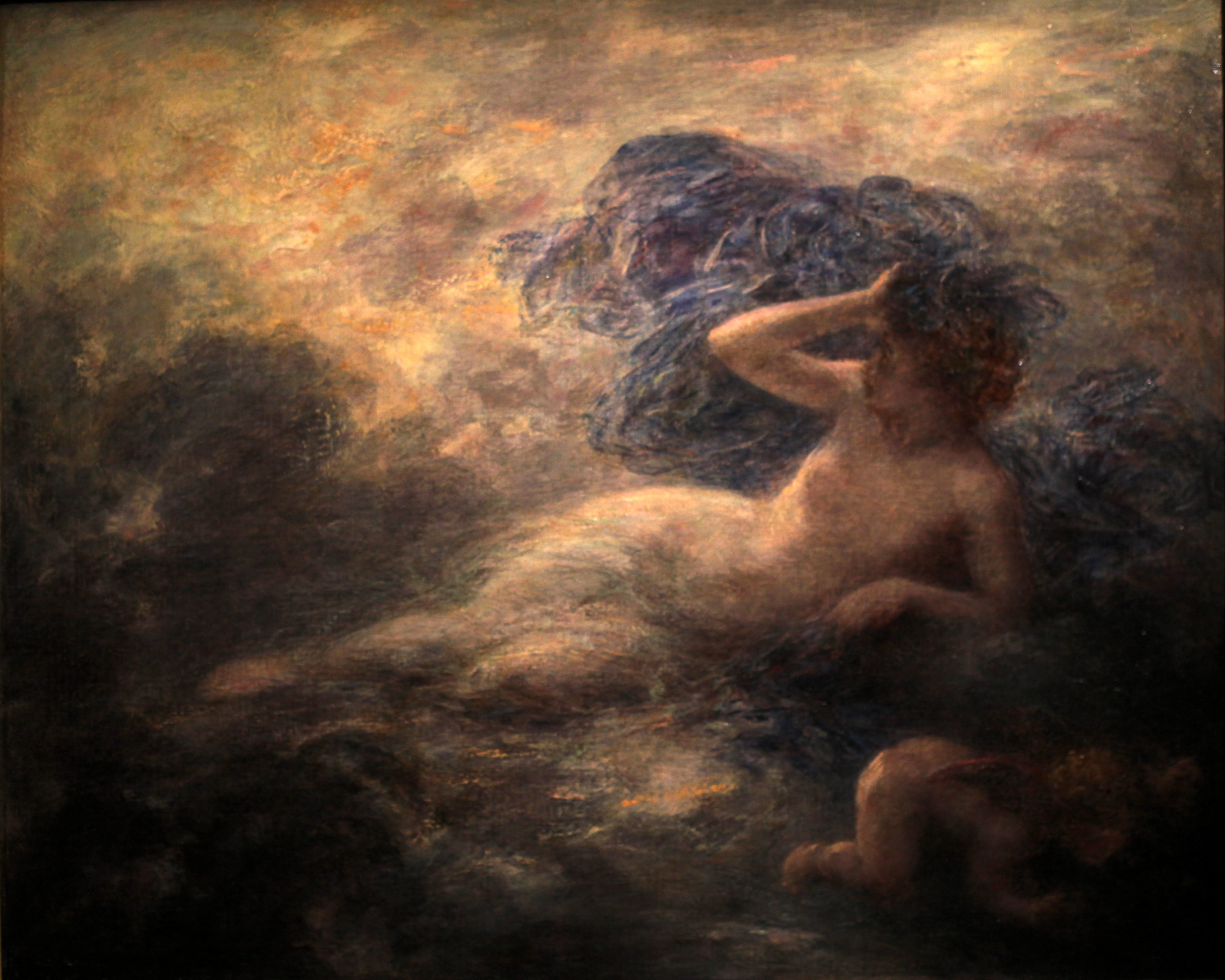
La Nuit (1897), Paris, musée d'Orsay.

En plus des portraits et des natures mortes, il a réalisé de nombreux tableaux et plus de 150 estampes fantastiques aux visions oniriques, ouvrant la voie aux artistes symbolistes. Passionné de musique, notamment de Berlioz, Schumann et Wagner, il cherche à la transcrire par des peintures fluides exécutées en longues touches (Trois filles du Rhin, 1876), et lui consacre la plupart de ses lithographies. En décembre 1896, il fait partie des membres fondateurs de la Société des peintres-lithographes.
Son tableau de La Nuit lui assure le succès critique et la reconnaissance des milieux officiels. Il est acheté par l'État dès sa présentation au Salon de 1897, tandis que dans Le Journal du 9 avril, le critique Gustave Geffroy écrit : « La Nuit : jamais corps de femme ne reposa plus doucement dans un ciel de peinture sur les nuées souples et enroulées comme des vagues ».
Comme de nombreux peintres de son époque, il s'est intéressé à la photographie, réalisant des prises de vues pour son travail. Il a aussi été un gros collectionneur de photographies érotiques, sa succession en recense plus de 1 400 qui sont conservées au musée de Grenoble,.
Mort le 25 août 1904 à Buré, il est enterré à Paris au cimetière du Montparnasse.

## Distinction
- Officier de l'ordre de Léopold en octobre 1894 (Belgique).

Portraits de Henri Fantin-Latour
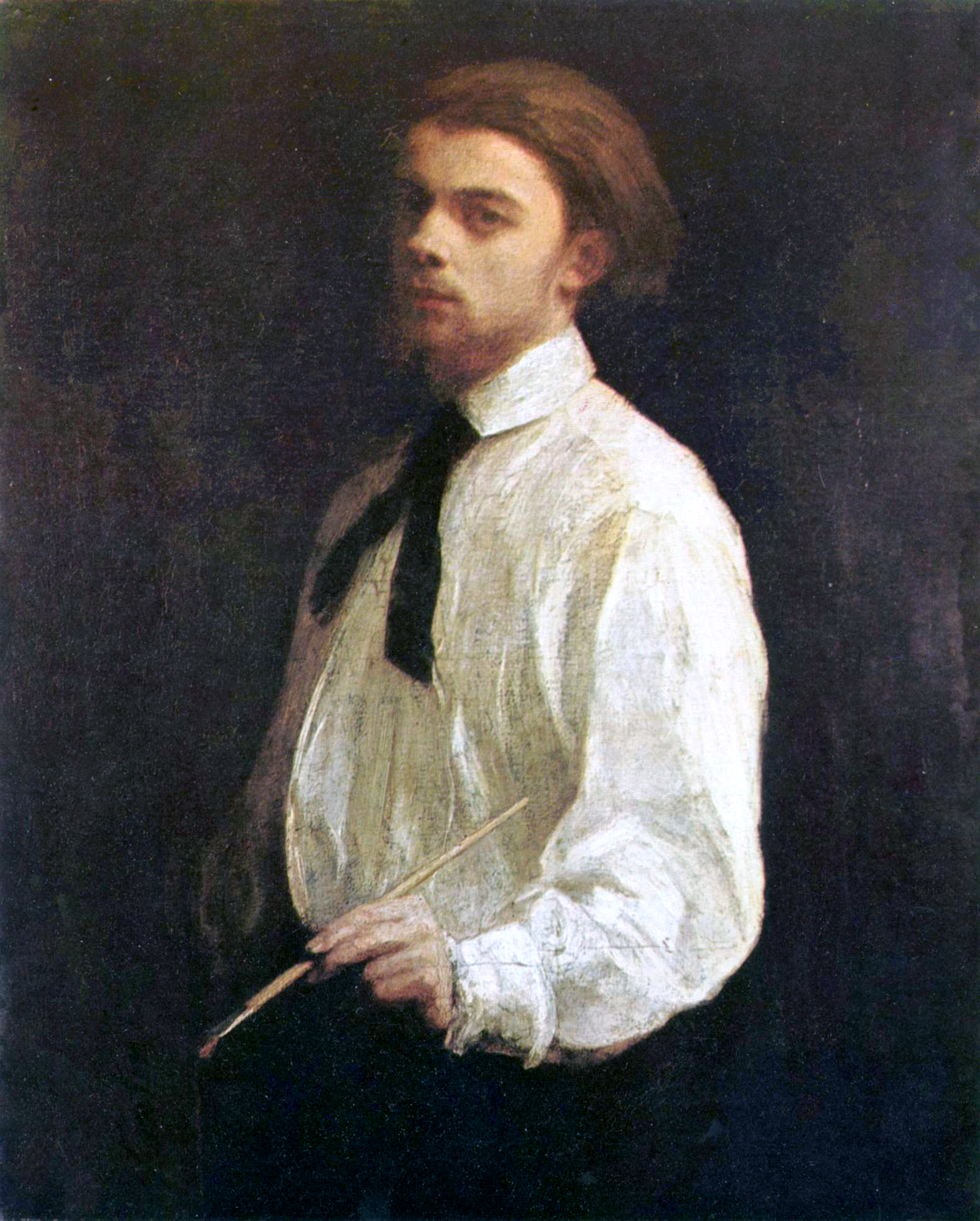
Autoportrait (1859), musée de Grenoble.
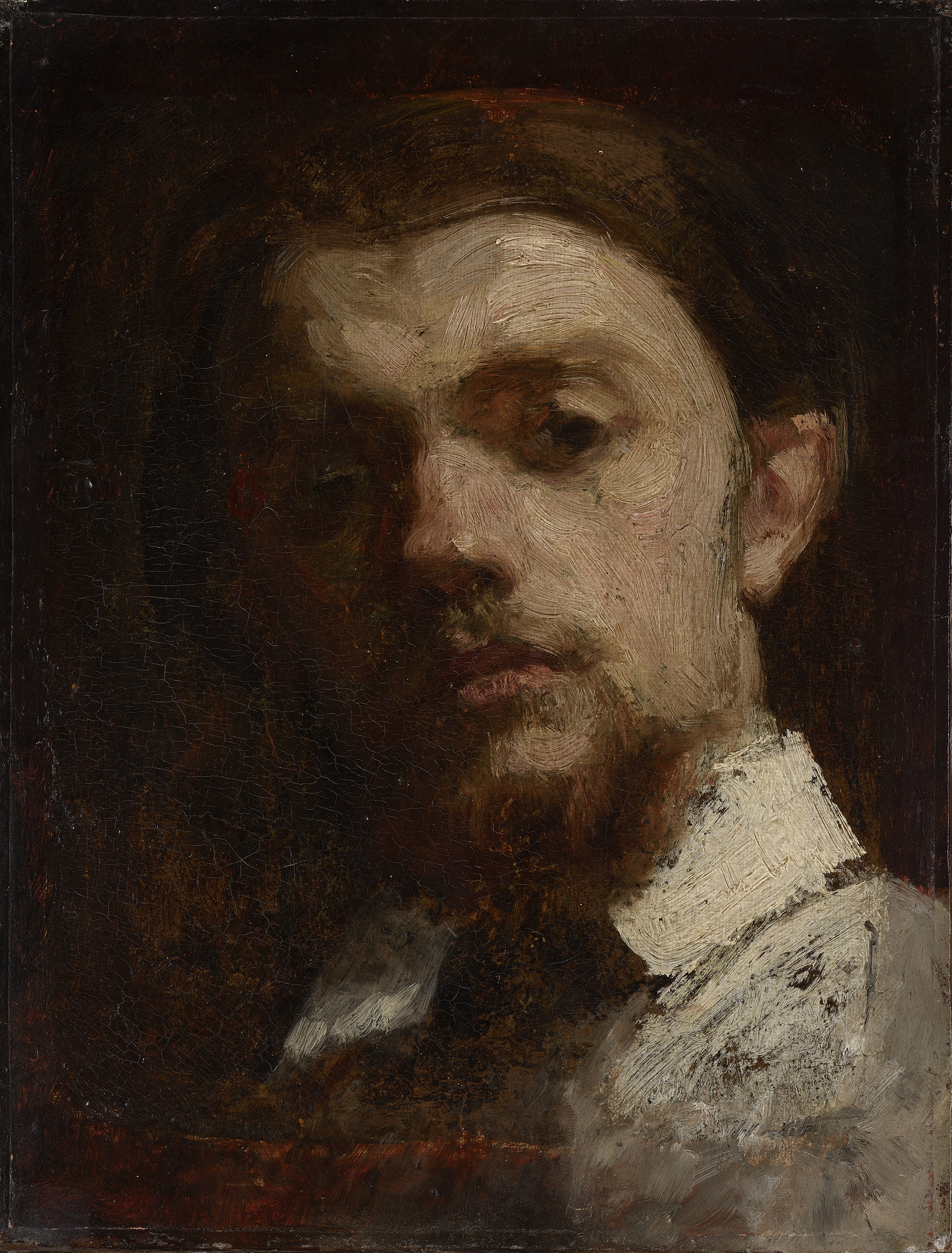
Autoportrait (1859), musée des Beaux-Arts de Lyon.
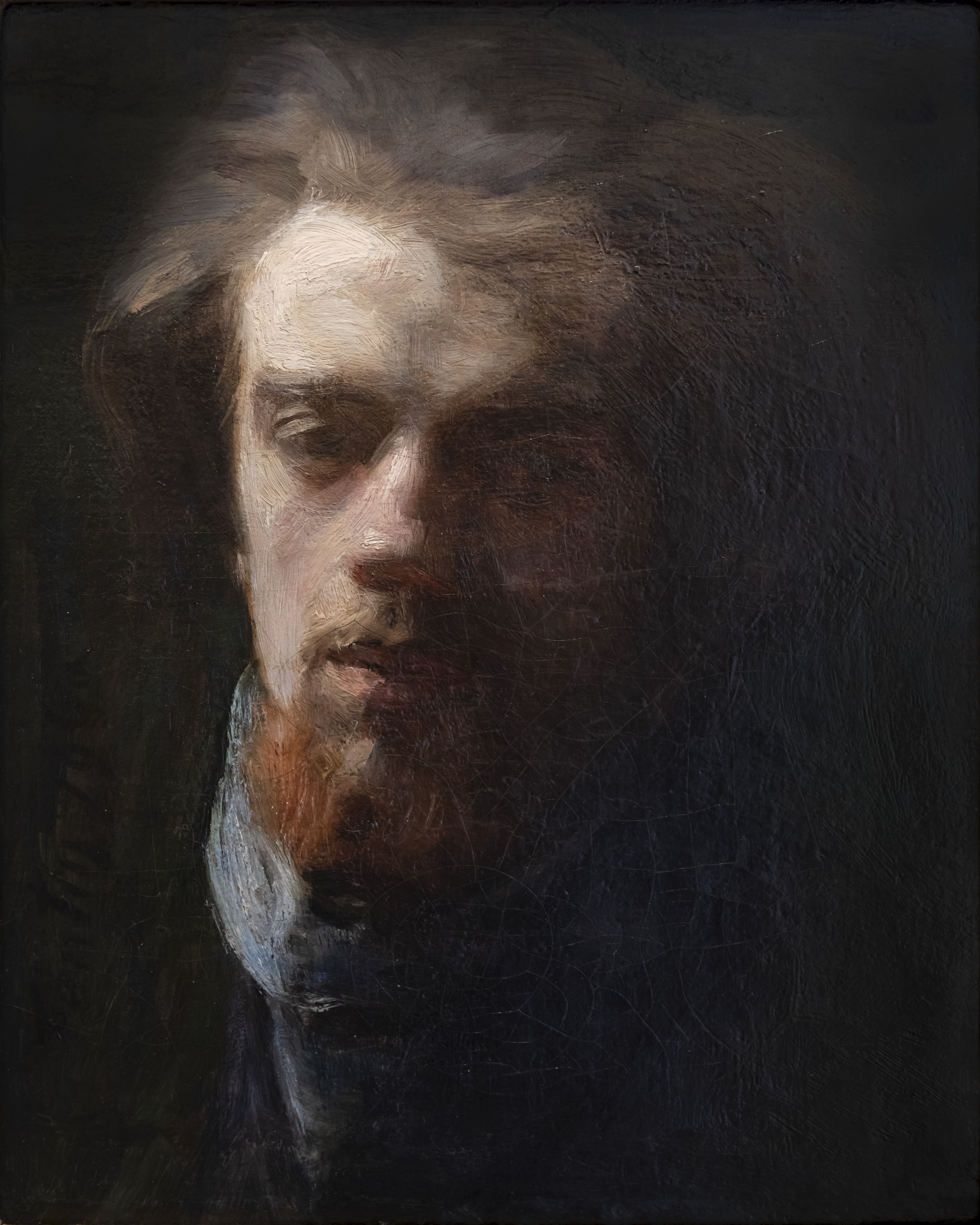
Autoportrait (1860), Toulouse, Fondation Bemberg.
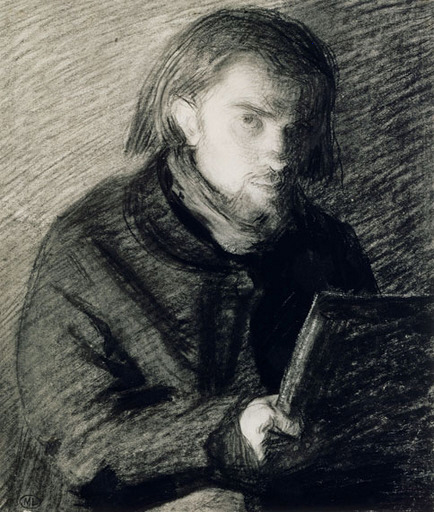
Autoportrait (vers 1860), Paris, musée du Louvre.
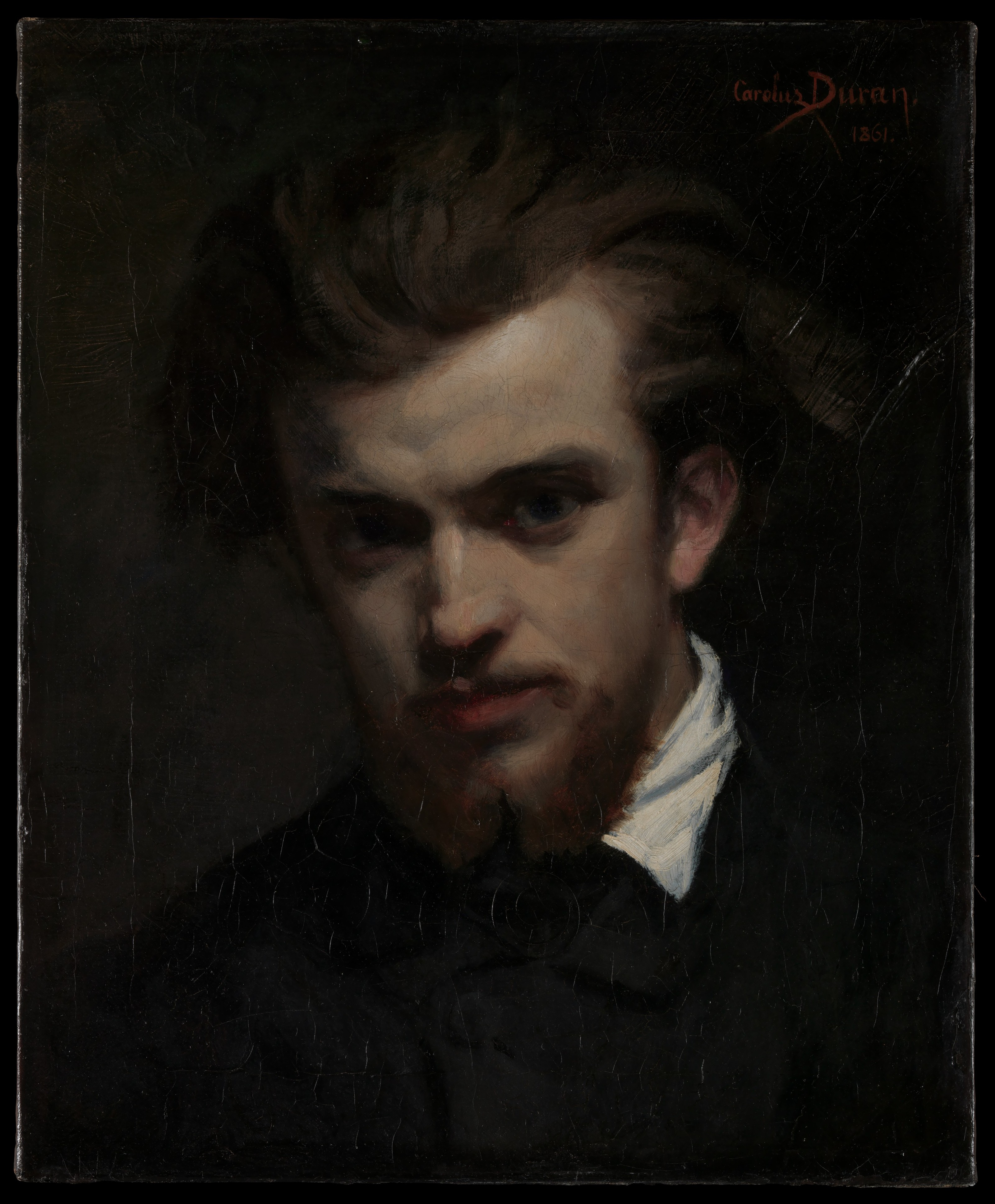
Carolus-Duran, Henri Fantin-Latour (1861), New York, Metropolitan Museum of Art.
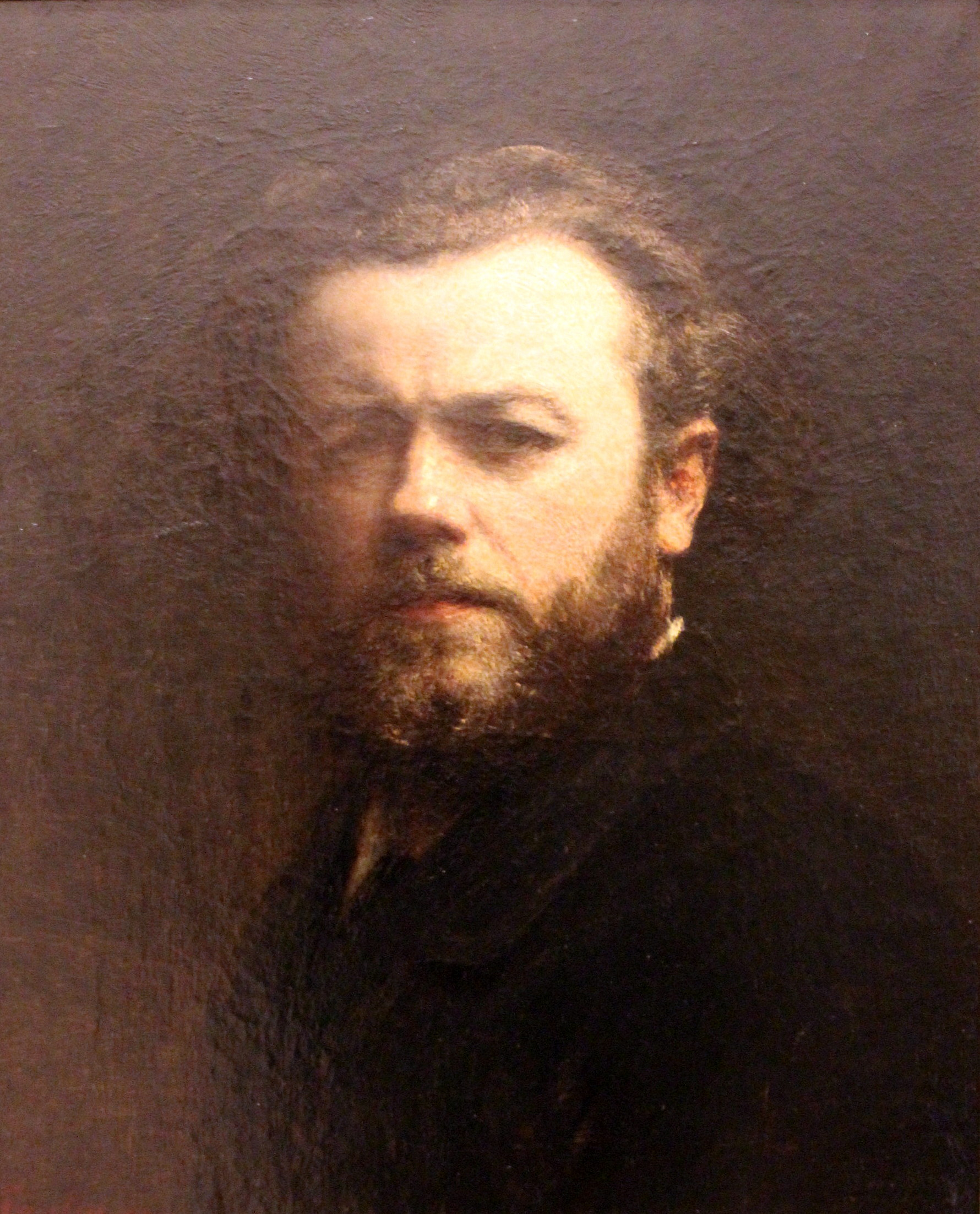
Autoportrait (1883), Florence, Corridor de Vasari, Collection d'autoportraits du musée des Offices[24].
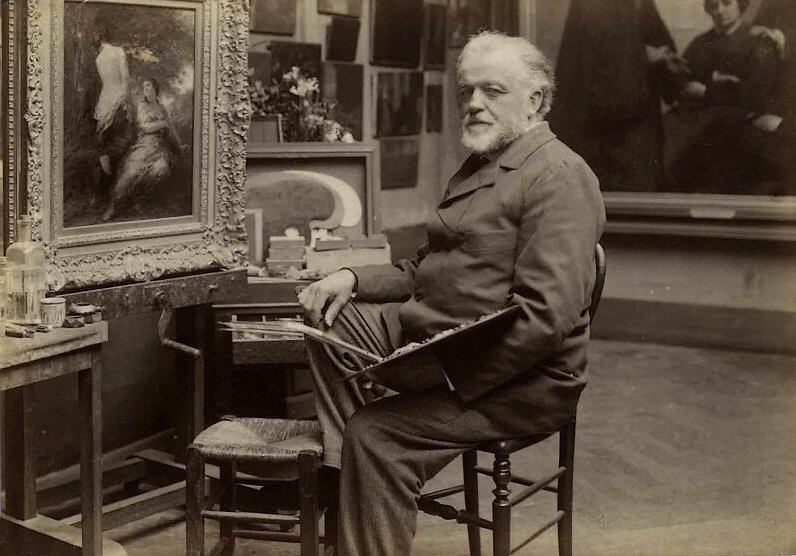
Le peintre au travail vers la fin de sa vie, photographie de Dornac.

## Œuvre

### Huiles sur toile
- Autoportrait à 17 ans, Lille, palais des Beaux-Arts.
- Portrait de son père ; Portrait de sa mère, Portrait de son oncle le jésuite Henri Balthazar Fantin-Latour, musée de Grenoble.
- Hommage à Delacroix, 1864, Paris, musée d'Orsay.
- Nature morte à la carafe, fleurs et fruits, 1865, huile sur toile, 59,1 × 5 115 cm, Tokyo, musée national de l'Art occidental.
- Un atelier aux Batignolles, 1870, Paris, musée d'Orsay.
- Un coin de table, 1872, Paris, musée d'Orsay.
- Roses blanches, 1875, York, York Art Gallery[25].

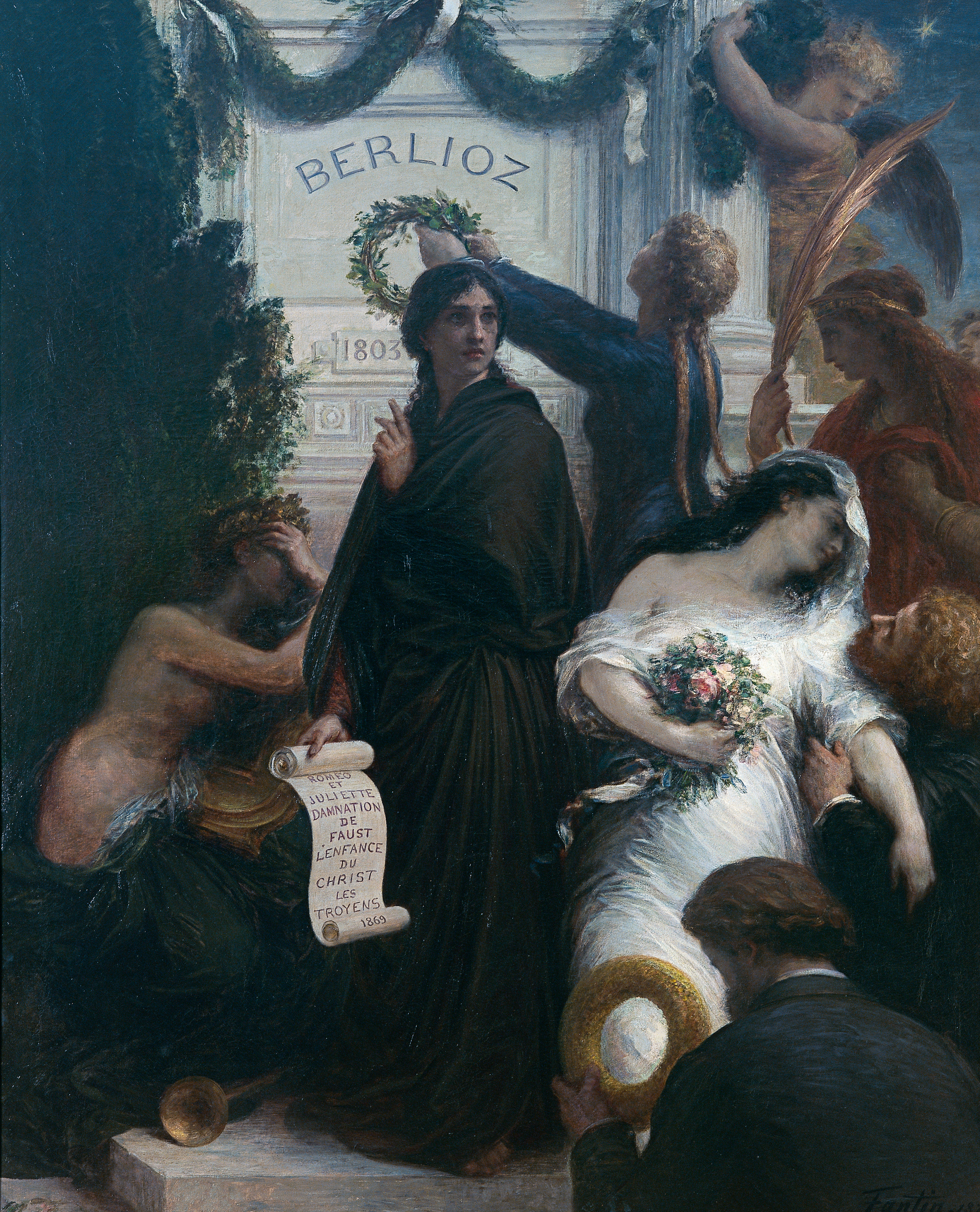
Hommage à Hector Berlioz (1878), musée de Grenoble.

- L'Anniversaire (Hommage à Berlioz), huile sur toile, 1876, musée de Grenoble.
- Trois filles du Rhin, 1876, Paris, musée d'Orsay.
- La Lecture, 1877, musée des Beaux-Arts de Lyon.
- Baigneuses, 1879, musée des Beaux-Arts de Lyon.
- Les Roses, 1889, musée des Beaux-Arts de Lyon.
- Ariane abandonnée, 1899, musée des Beaux-Arts de Lyon.
- Autour du piano, 1885, Paris, musée d'Orsay.
- Panier de roses, 1885, Lisbonne, musée Calouste-Gulbenkian.
- La Famille Dubourg, 1887, Paris, musée d'Orsay.
- Roses dans un vase de cristal, 1894, Reims, musée des Beaux-Arts[26].

### Lithographies
- L'Anniversaire. Souvenir du 5 décembre (1875), Berlioz, 56,6 × 59,3 cm. Nemours, Château-Musée[27].
- Pleureuse, 1903, 18,4 × 13 cm. Nemours, Château-Musée[28].
- Midi, 20 × 14 cm, dépôt du musée des Arts décoratifs, Gray, musée Baron-Martin.
- Néère ou Neaere, 20 × 14 cm, dépôt du musée des Arts décoratifs, Gray, musée Baron-Martin.
- La Jeune Tarentine, 20 × 14 cm, dépôt du musée des Arts décoratifs, Gray, musée Baron-Martin.
- Le Jeune malade, 20 × 14 cm, dépôt du musée des Arts décoratifs, Gray, musée Baron-Martin.
- Les Satyres, 20 × 14 cm, dépôt du musée des Arts décoratifs, Gray, musée Baron-Martin.
- La Muse, 20 × 14 cm, dépôt du musée des Arts décoratifs, Gray, musée Baron-Martin.
- Sans titre (Les graveurs du XIXe siècle), Gray, musée Baron-Martin.
- Eau dormante, Gray, musée Baron-Martin.
- Vénus et l’amour, Gray, musée Baron-Martin.
- Vénus et l’amour, Gray, musée Baron-Martin.

Natures mortes
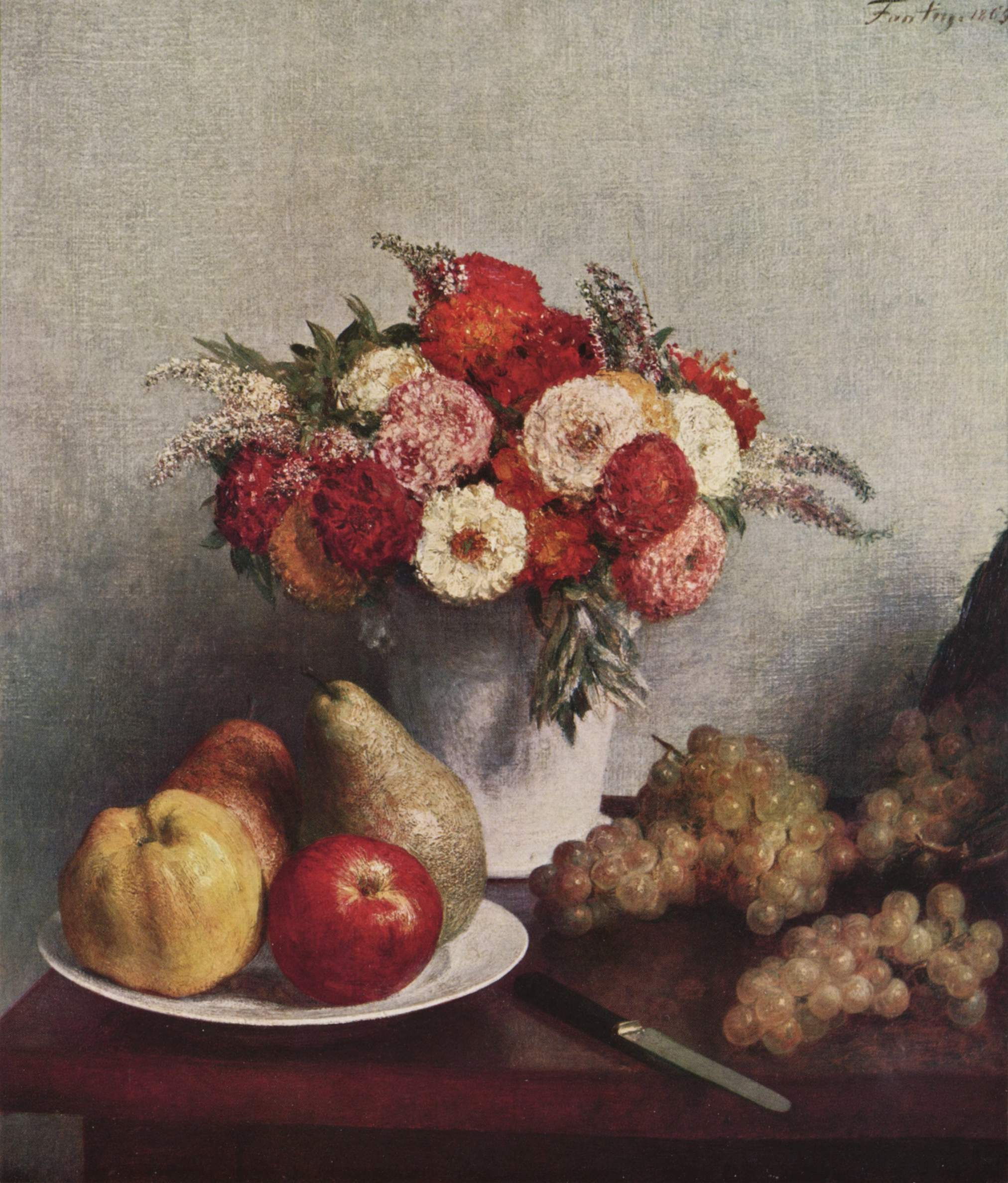
Fleurs et fruits (1865), Paris, musée d'Orsay.
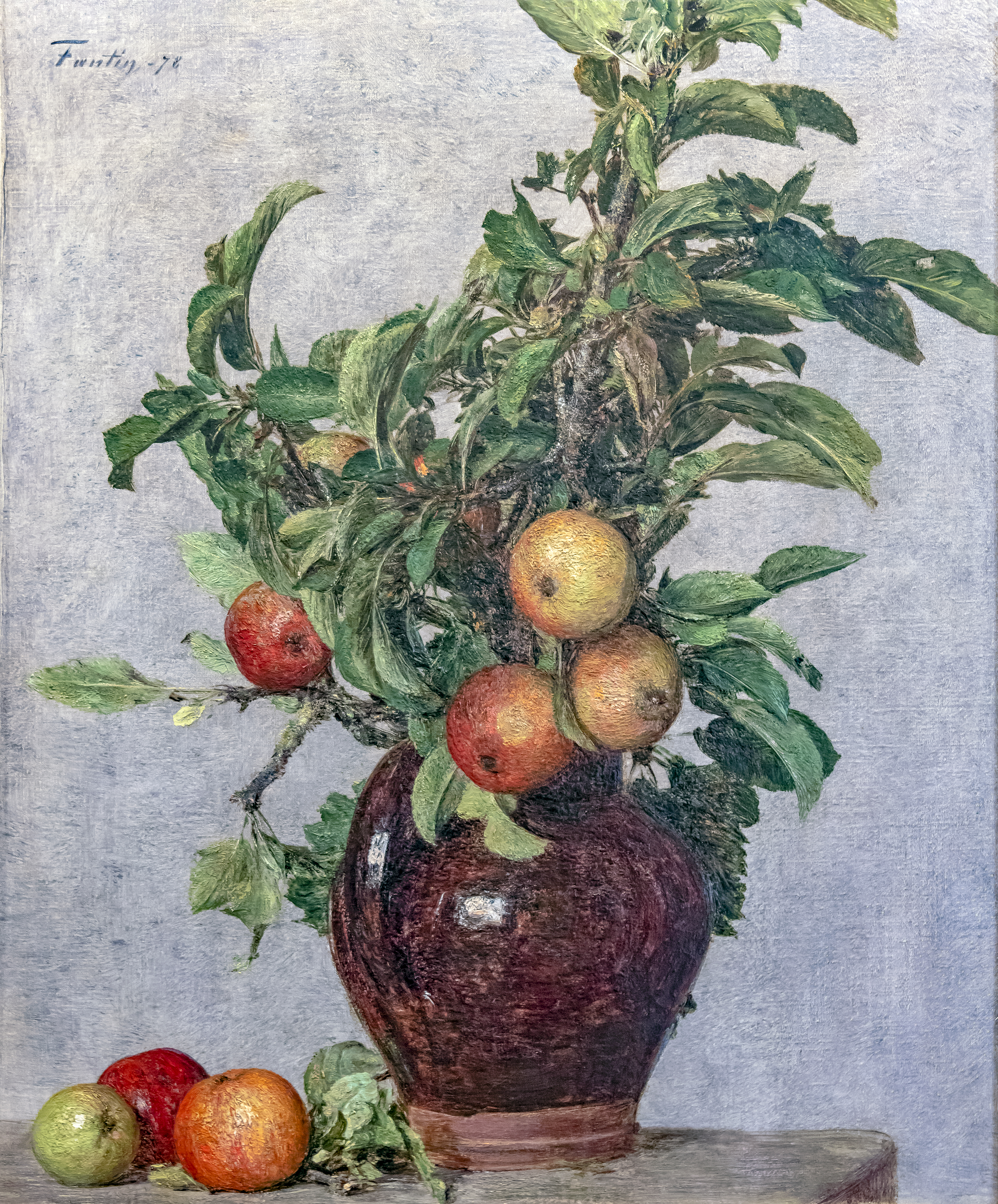
Fruits (1878), Toulouse, Fondation Bemberg.
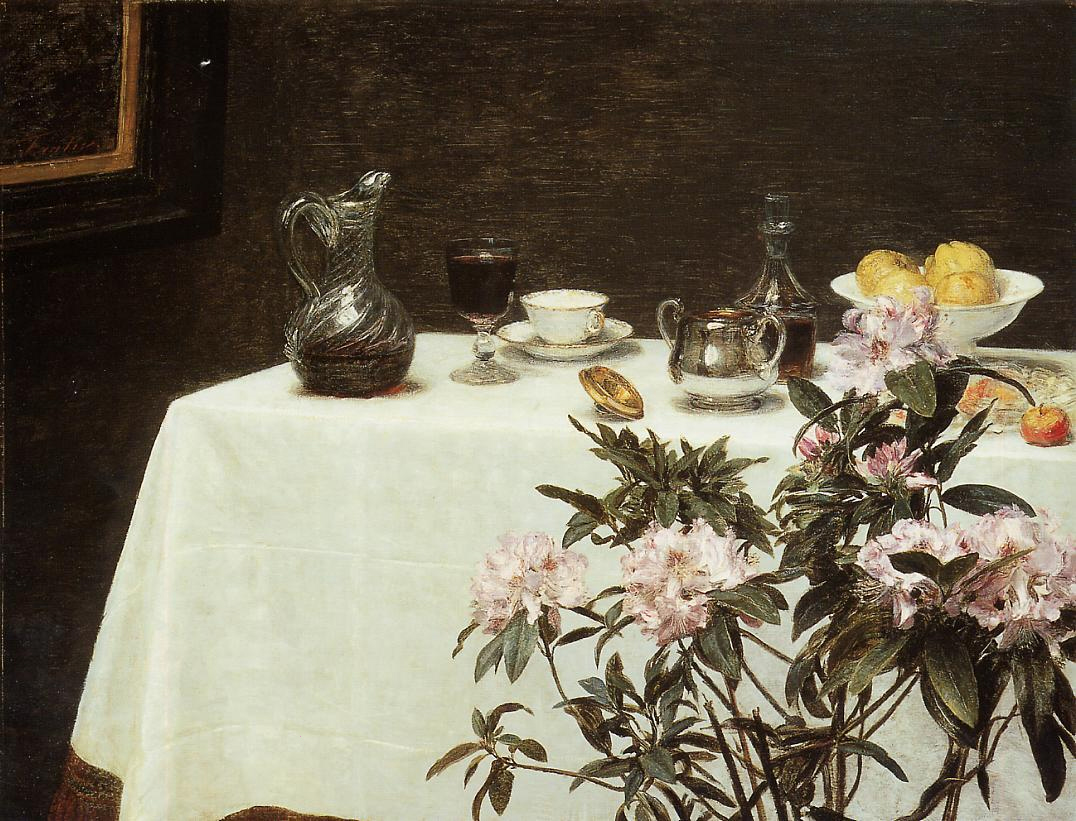
Nature morte, coin de table (1873), Art Institute of Chicago.

Fleurs
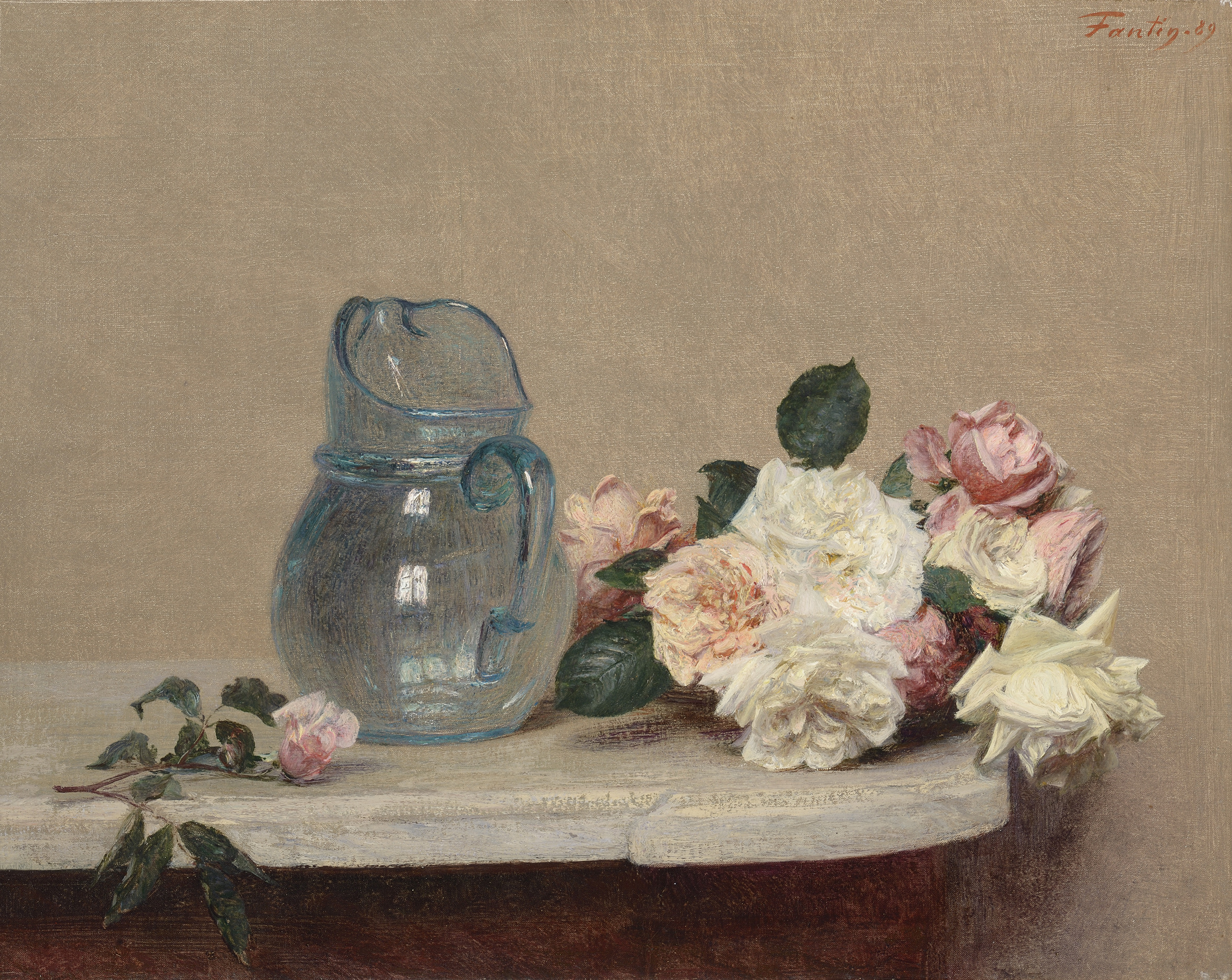
Les Roses (1889), musée des Beaux-Arts de Lyon.
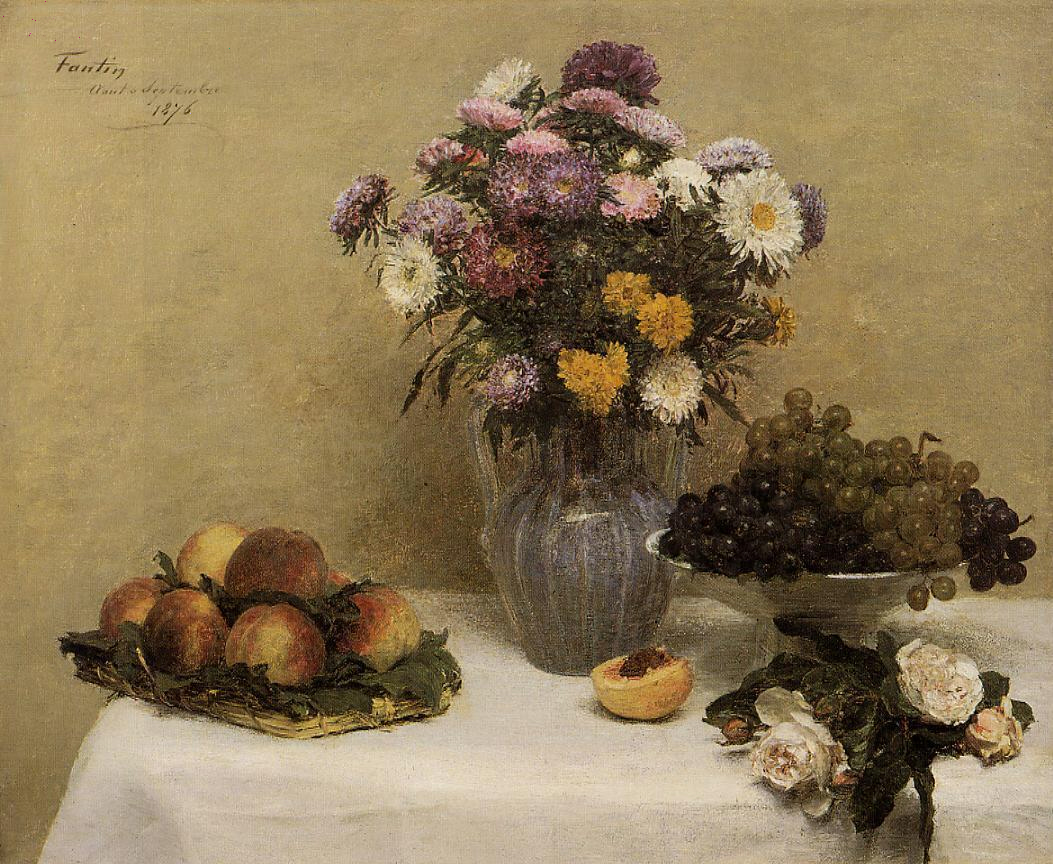
Roses blanches, chrysanthèmes dans un vase, pêches et raisins sur une table avec une nappe blanche (1867), localisation inconnue.
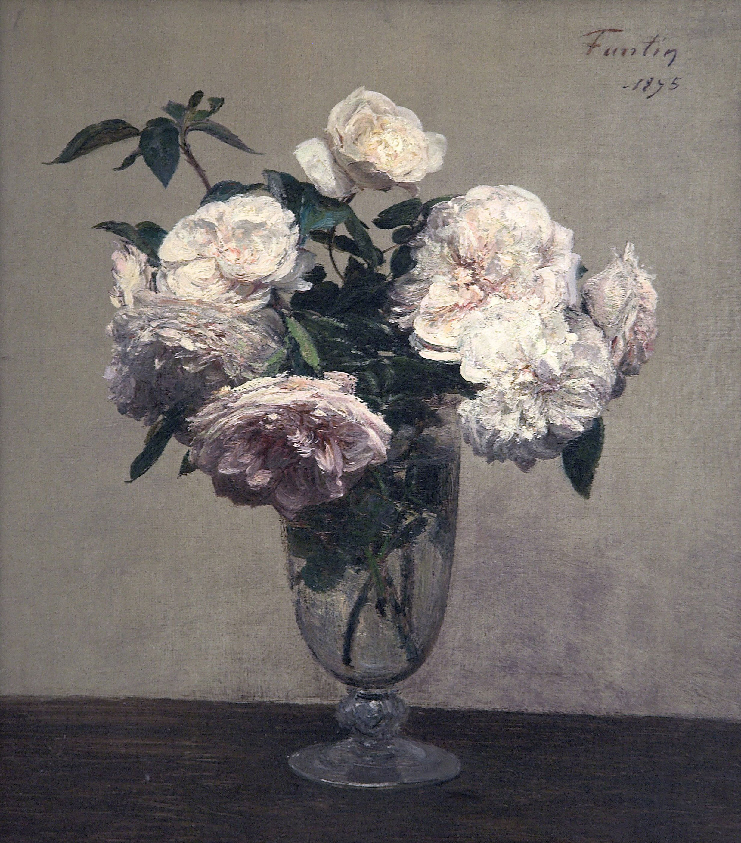
Vase de roses (1875), New York, collection particulière.
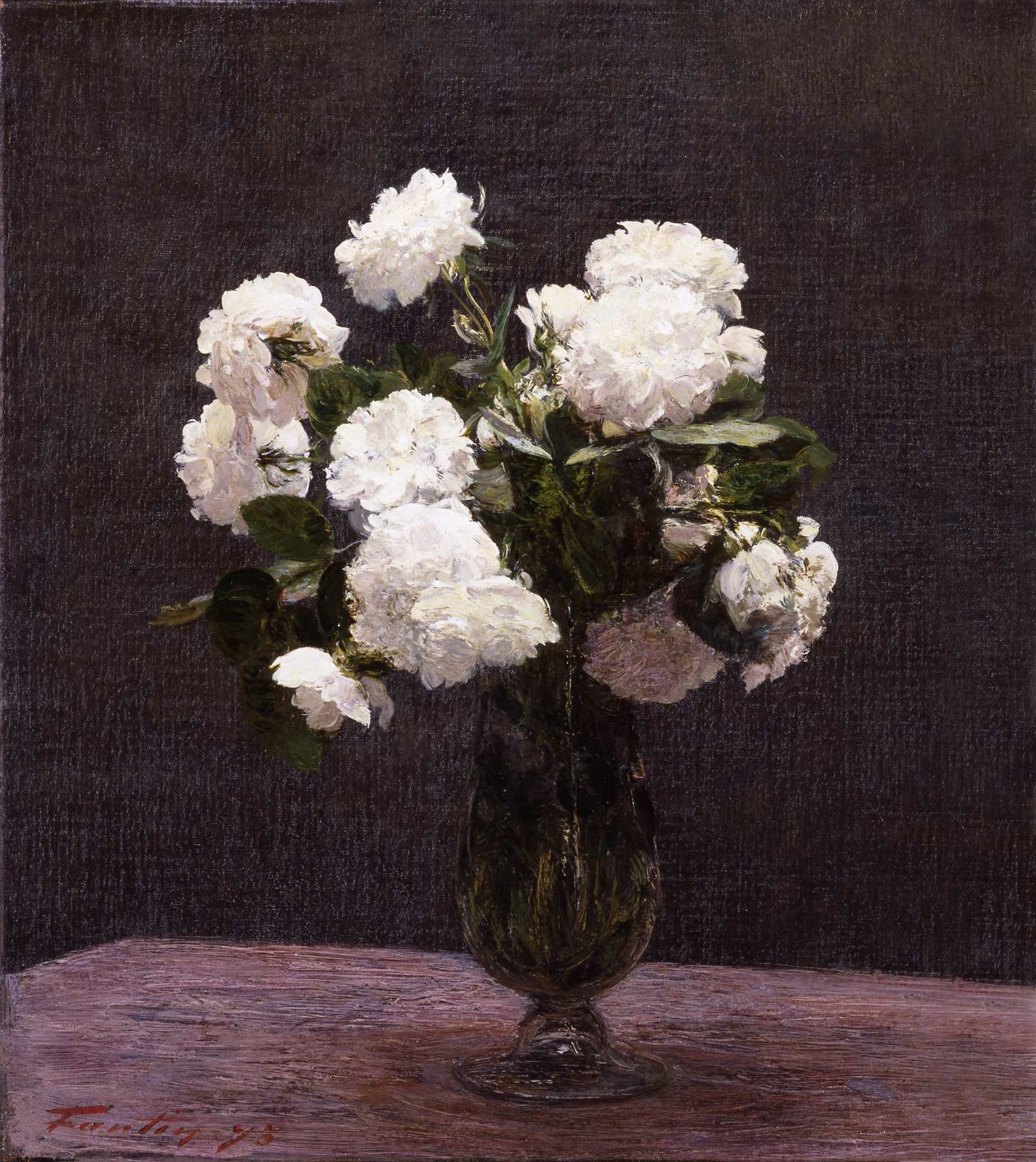
Roses blanches (1875), York, York Art Gallery.
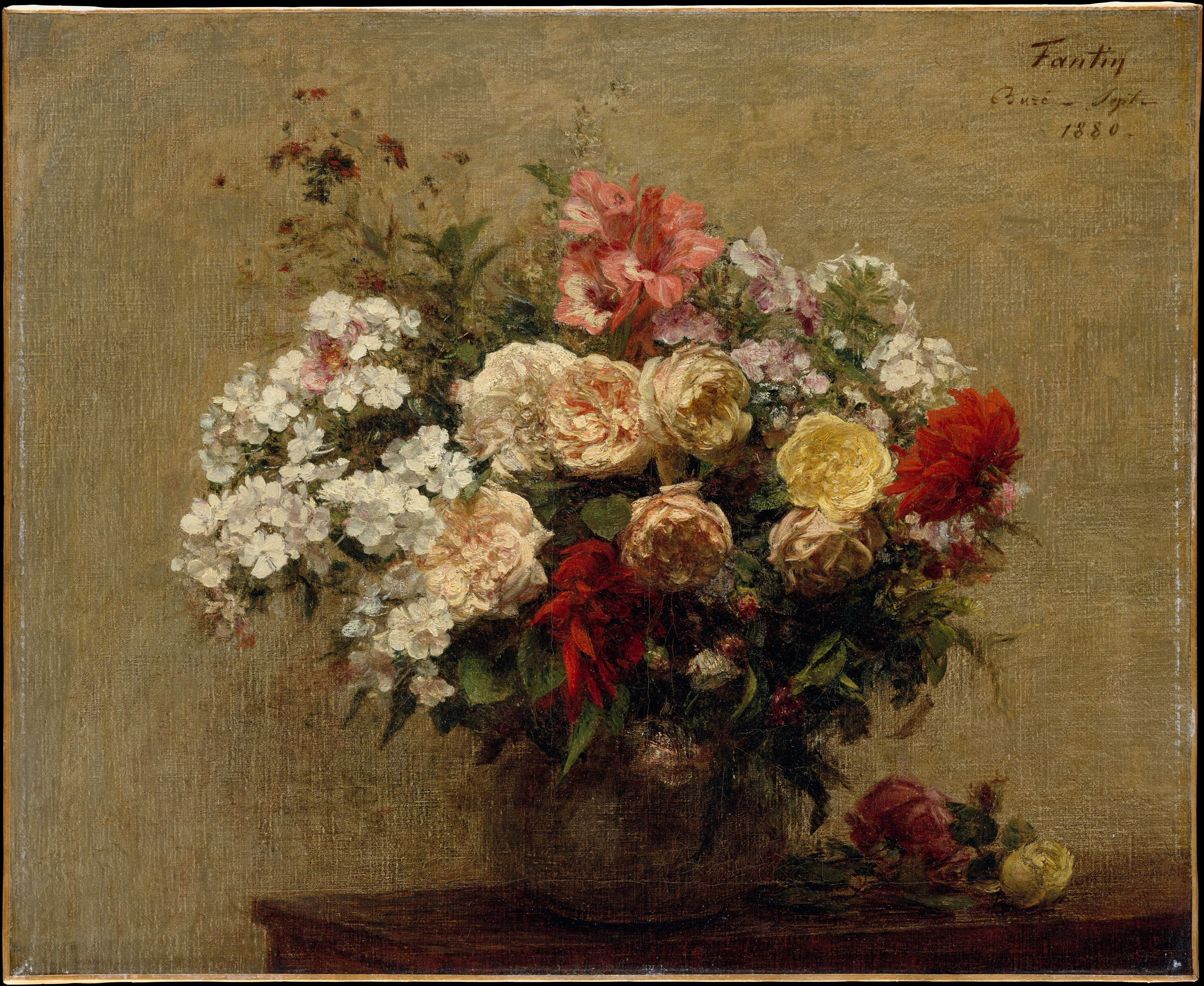
Fleurs d'été (1880), New York, Metropolitan Museum of Art.
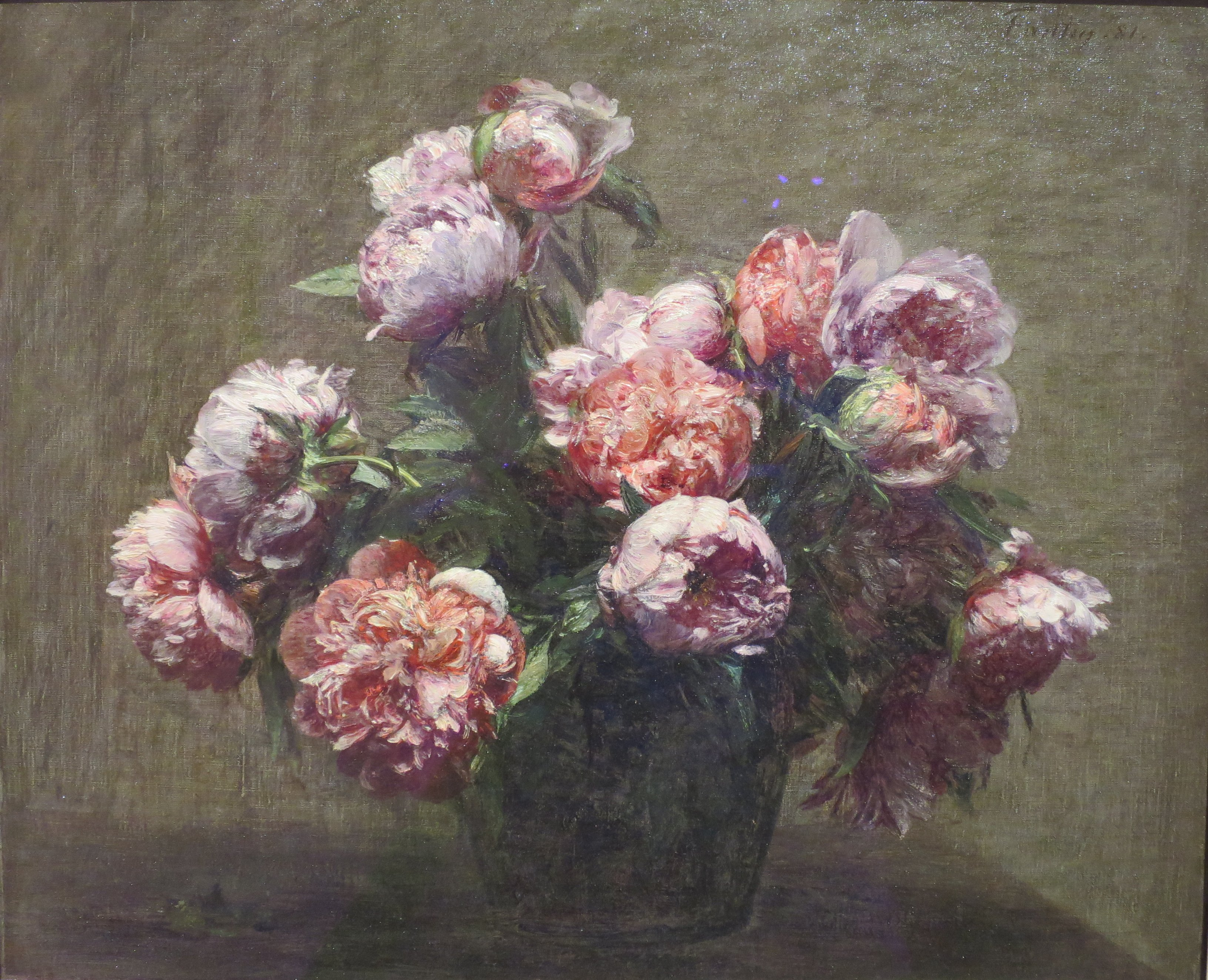
Vase de pivoines (1881), Honolulu Academy of Arts.
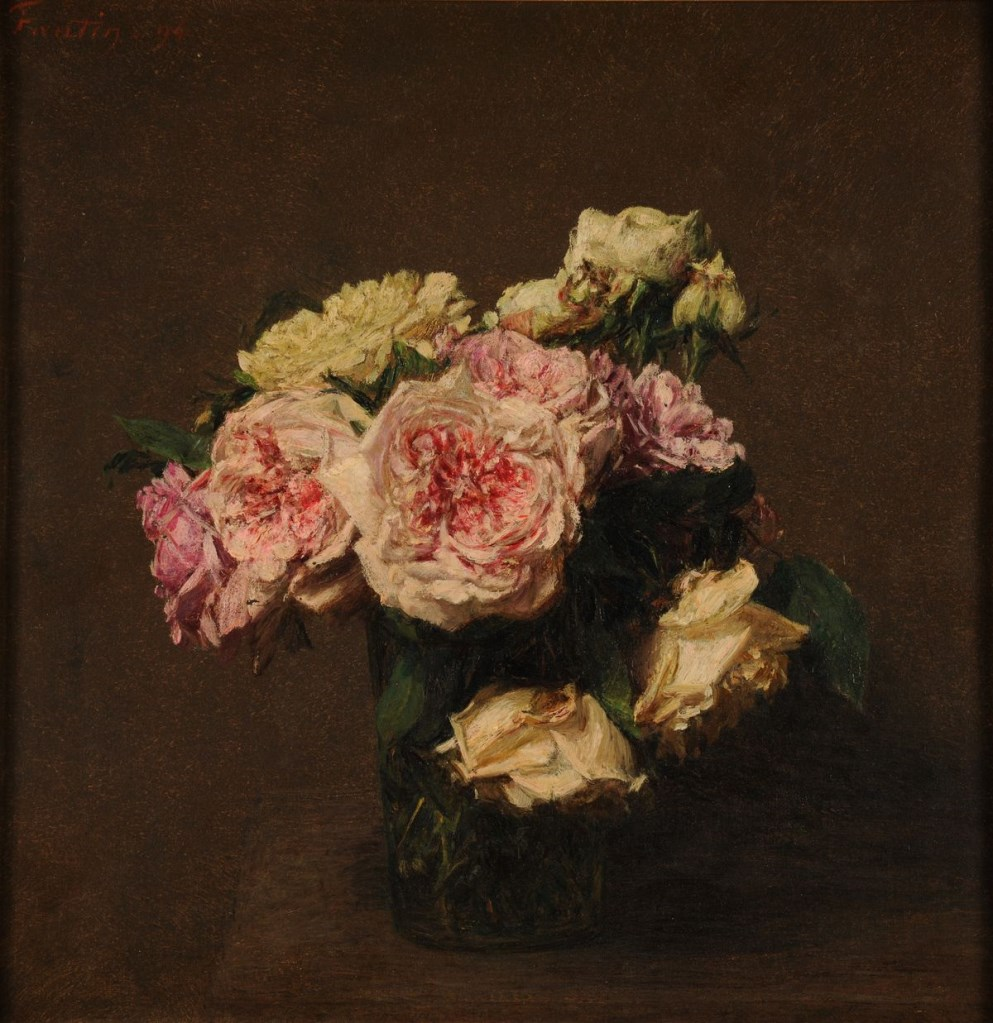
Roses dans un vase de cristal, 1894, musée des Beaux-Arts de Reims.
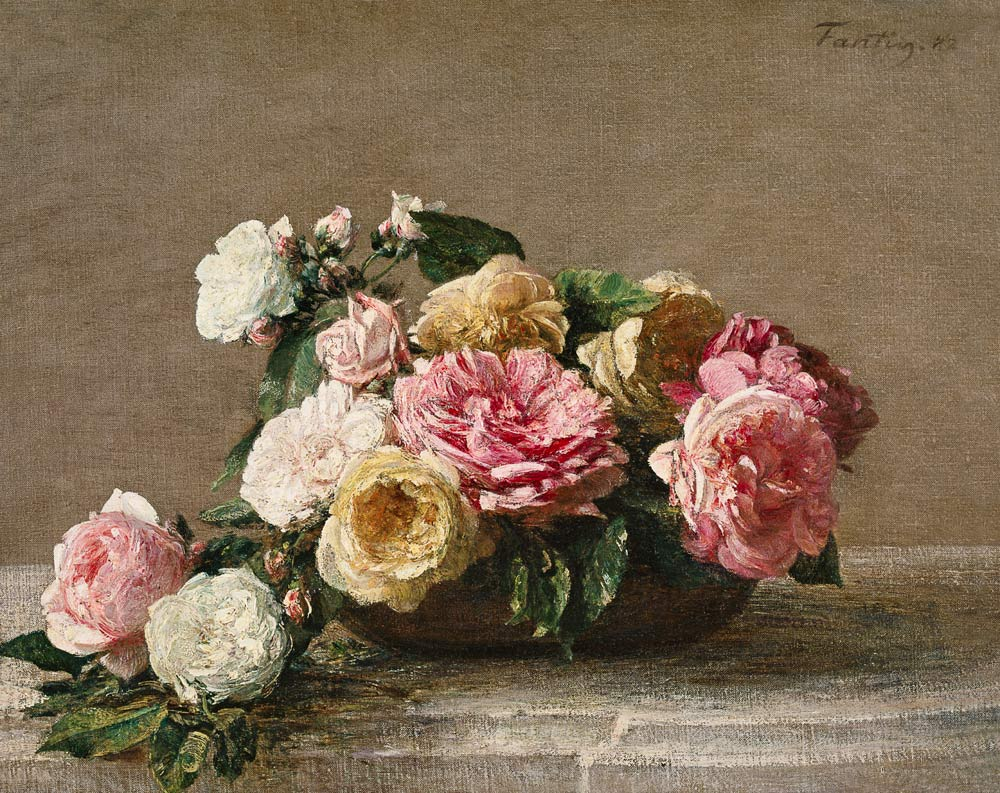
Roses dans une coupe, 1882, Paris, Musée d'Orsay.

Portraits de groupe
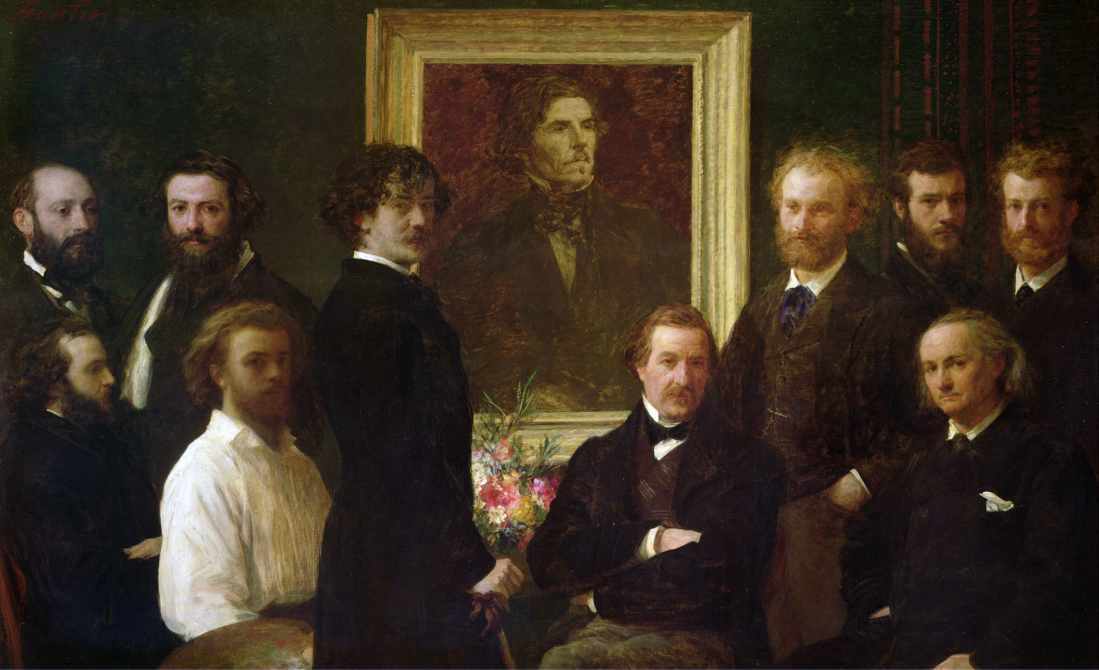
Hommage à Delacroix (1864), Paris, musée d'Orsay[29].
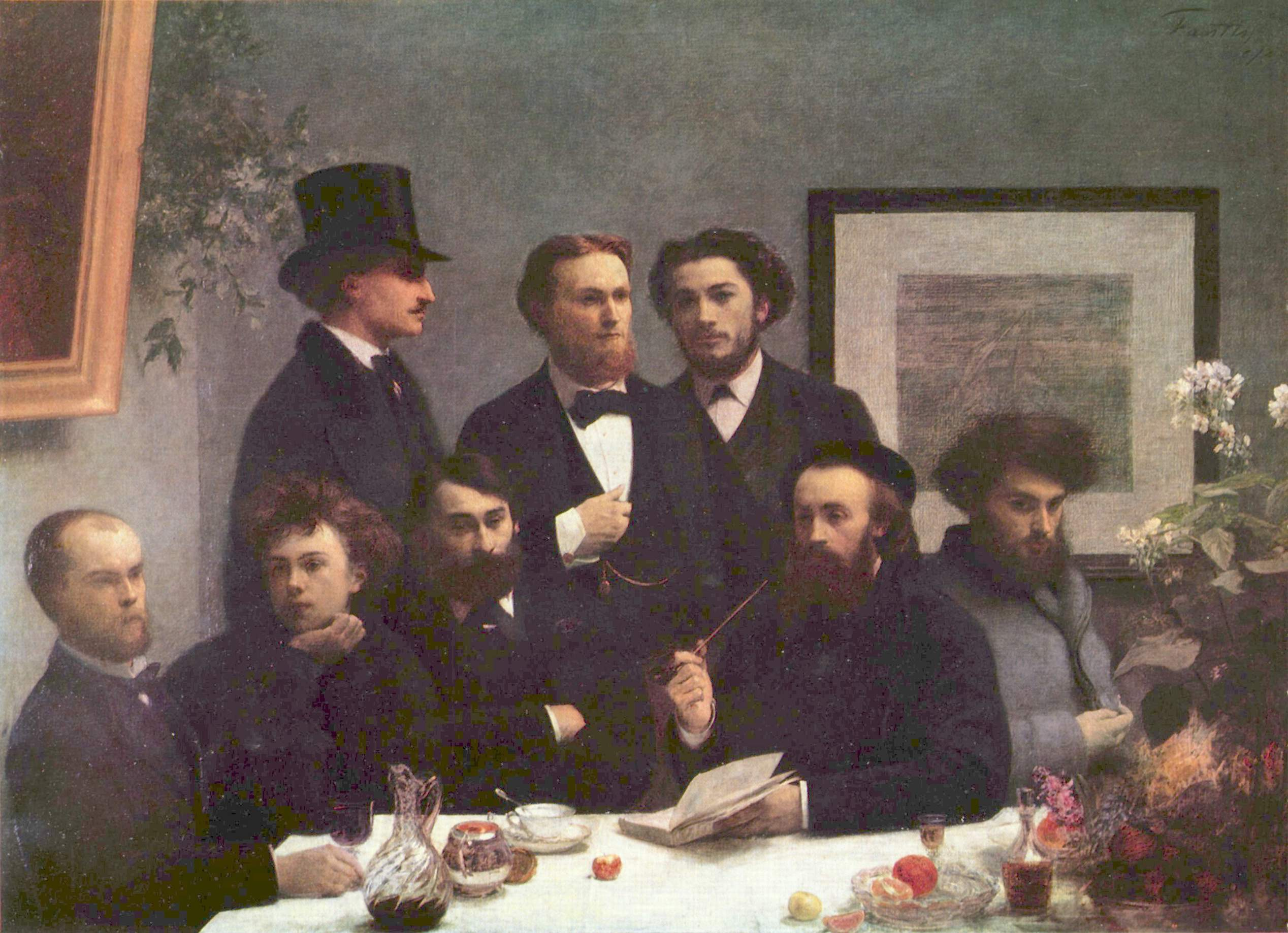
Un coin de table (1872), Paris, musée d'Orsay.
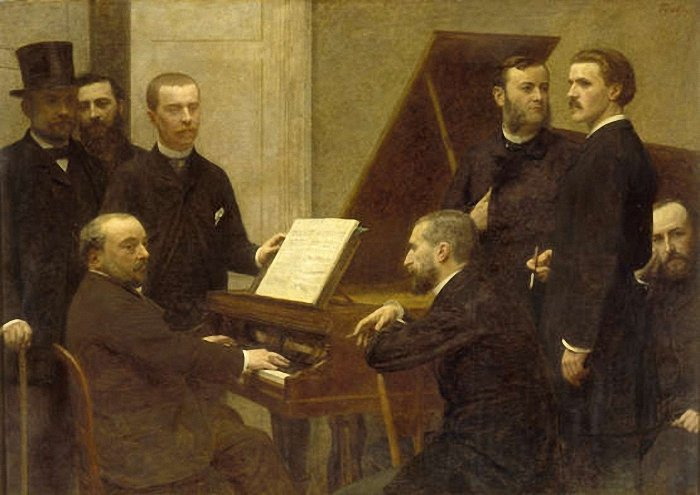
Autour du piano (1885), Paris, musée d'Orsay.

Portraits
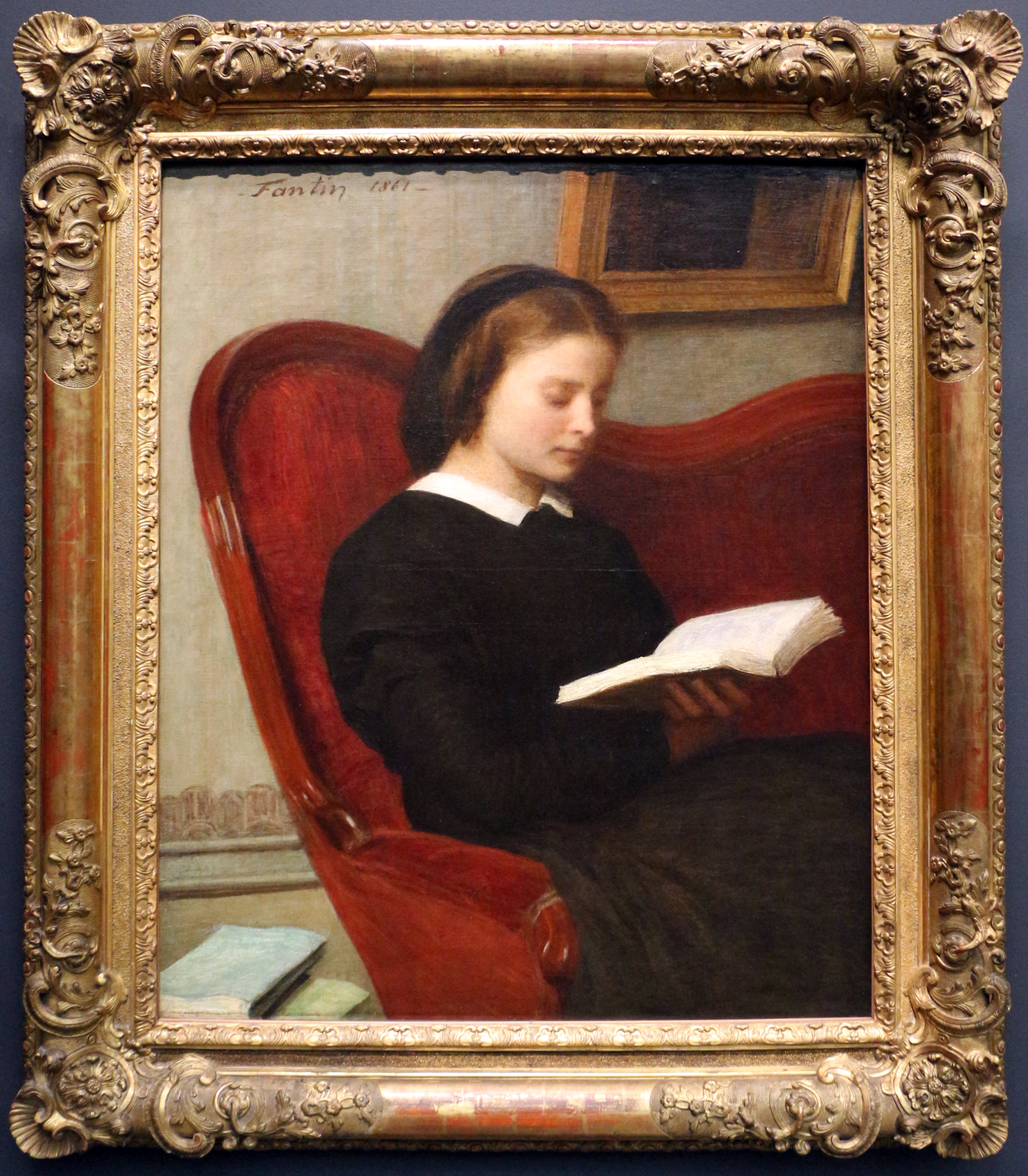
La Liseuse (1861), Paris, musée d'Orsay.
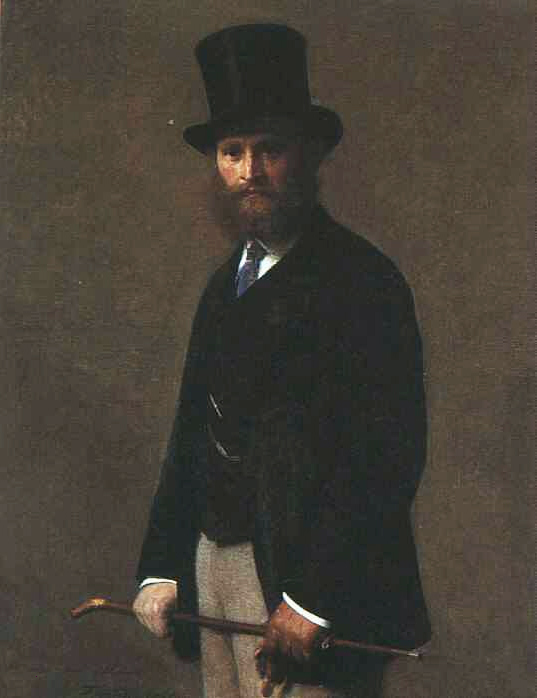
Portrait d’Édouard Manet (1867), Art Institute of Chicago.
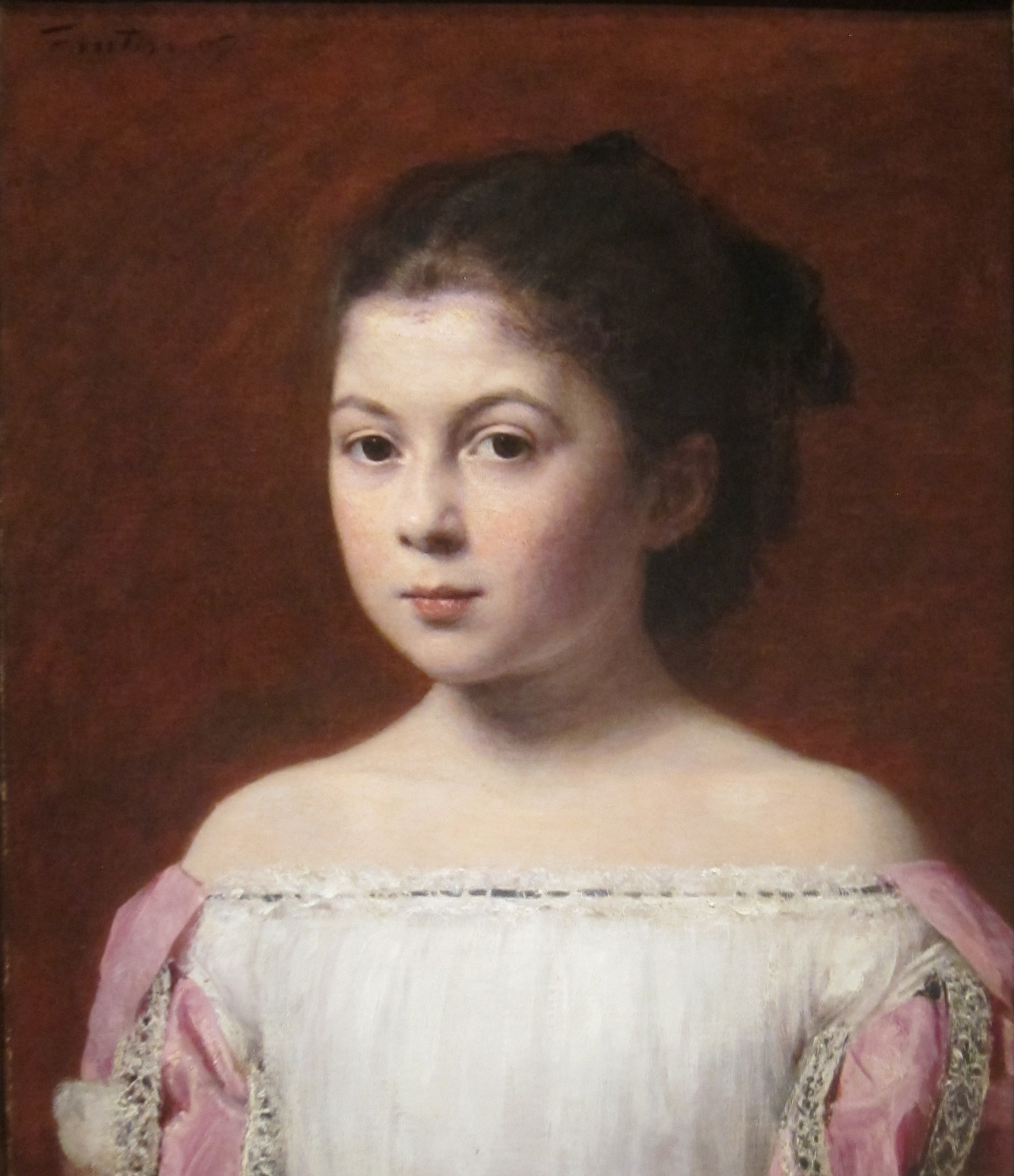
Portrait de Marie-Yolande de Fitz-James (1867), Cleveland Museum of Art,
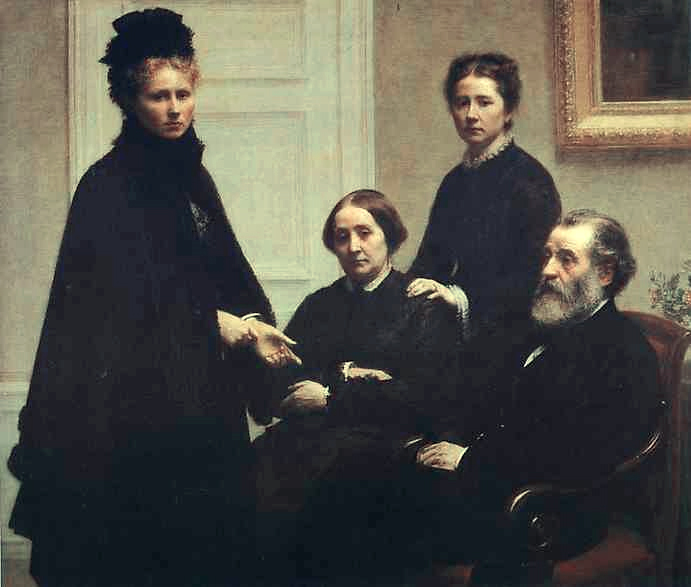
La Famille Dubourg (1878), Paris, musée d'Orsay.
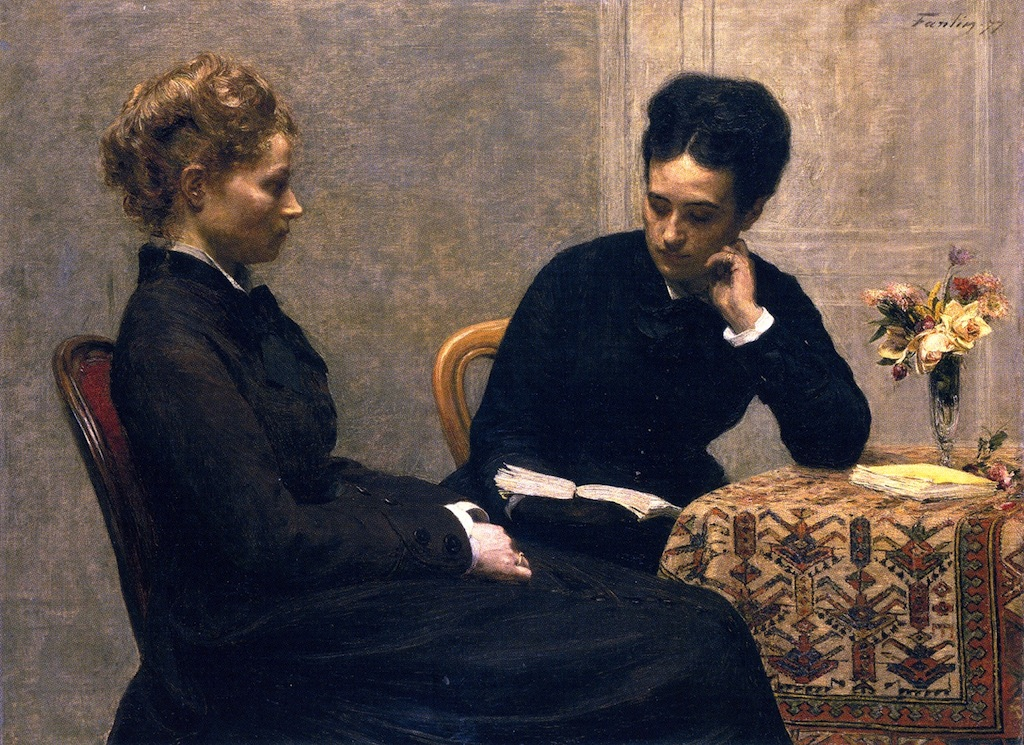
La Lecture (1877), musée des Beaux-Arts de Lyon.
Portrait de Sonia (1890), Washington, National Gallery of Art.
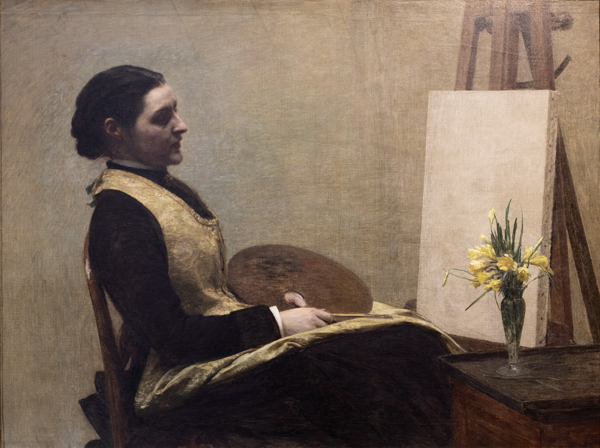
L'Etude (portrait de Sarah Elizabeth Budgett), 1883, Tournai, musée des Beaux-Arts.

Compositions allégoriques
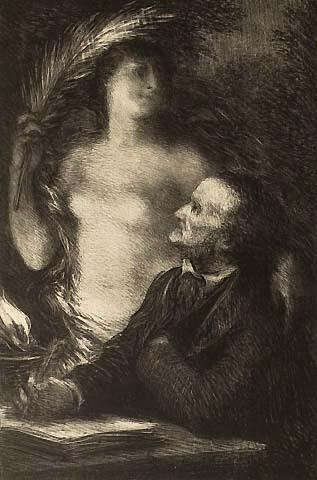
La Muse (Richard Wagner) (1862), lithographie.
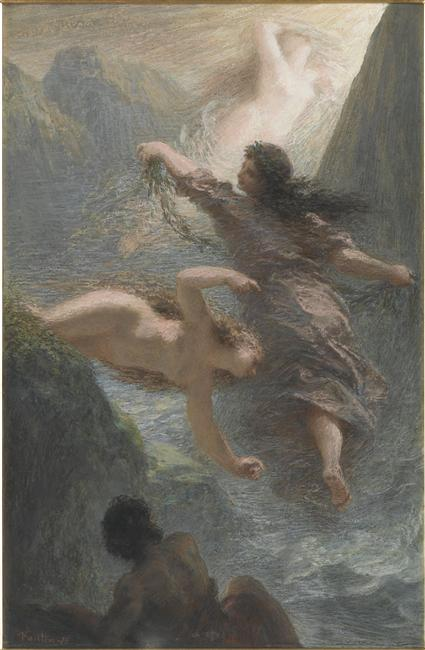
L'Or du Rhin ou souvenir de Bayreuth (1876), pastel, Paris, musée du Louvre.
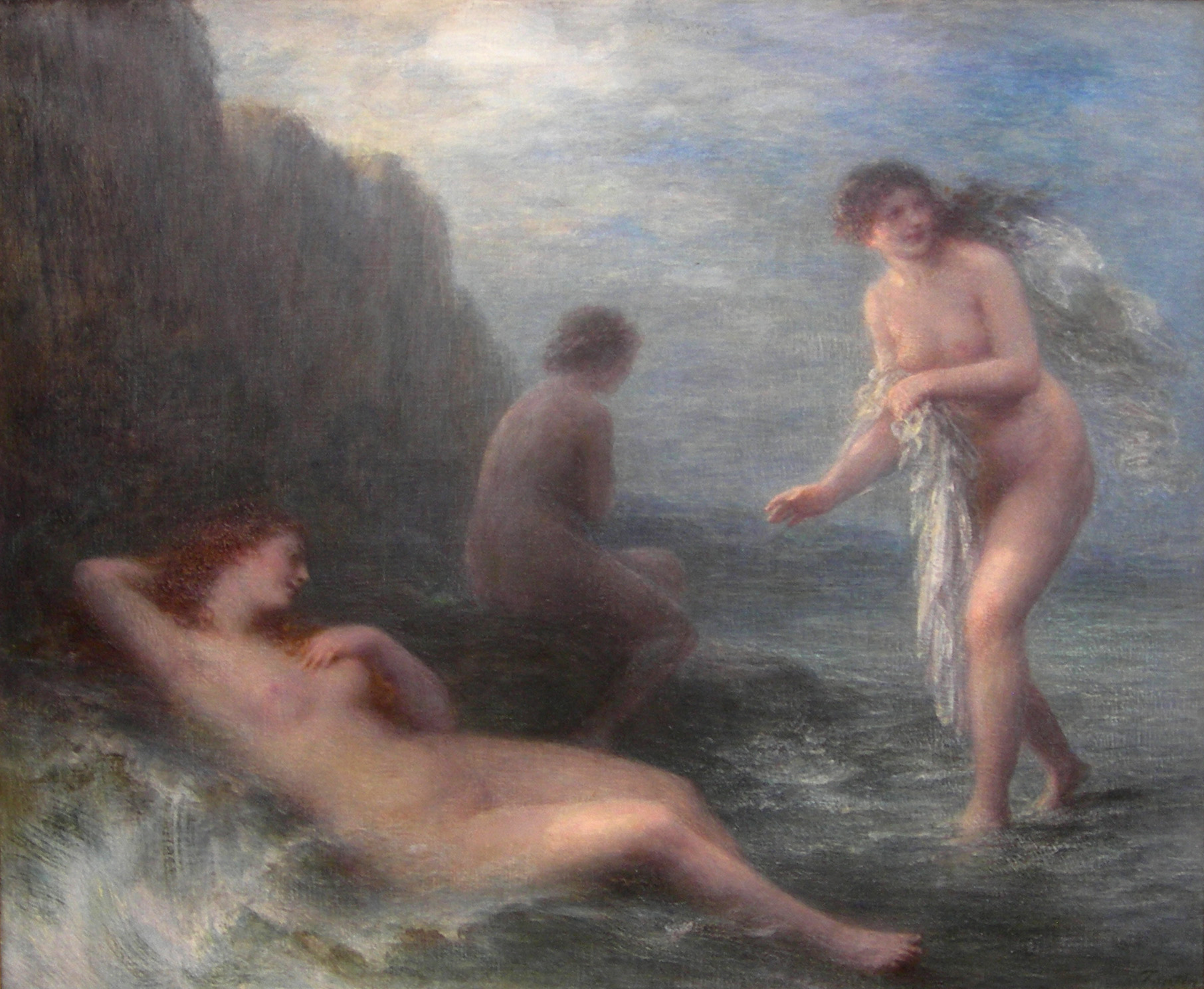
Le Soir, Roubaix, La Piscine.
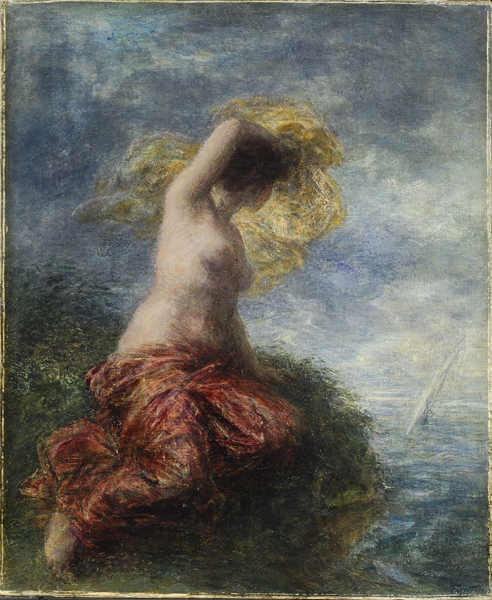
Ariane abandonnée (1899), musée des Beaux-Arts de Lyon.
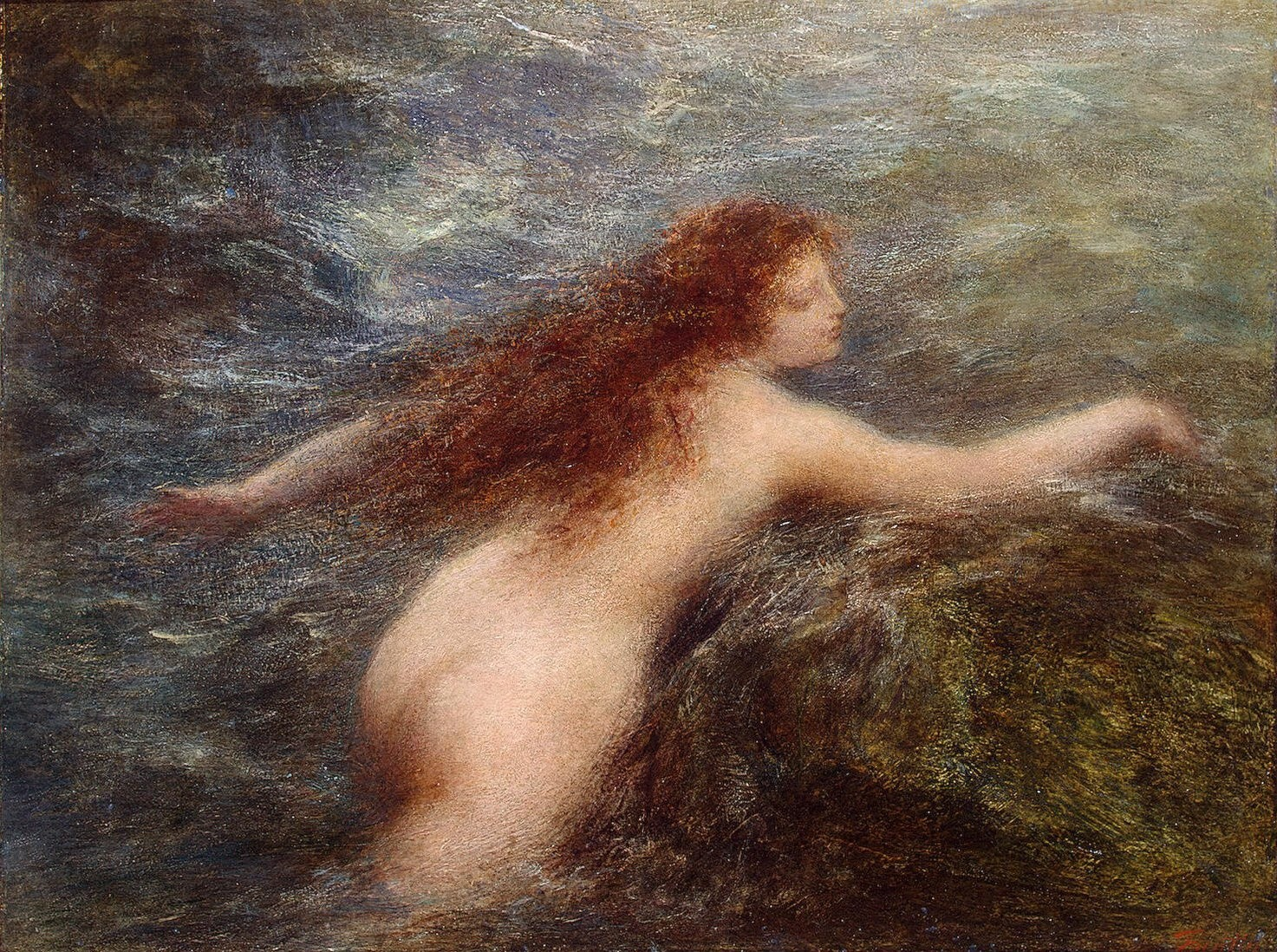
Naïade, Saint-Pétersbourg, musée de l'Ermitage.
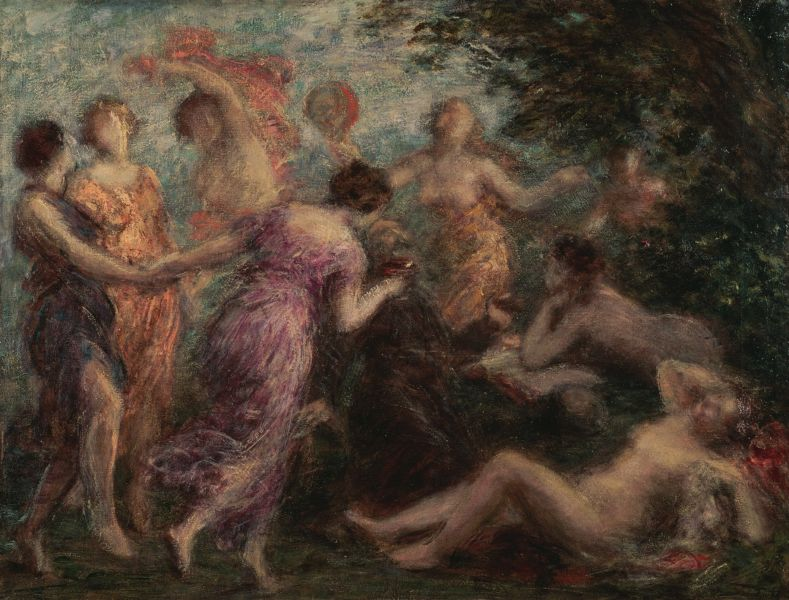
La Tentation de saint Antoine, Tokyo, musée national de l'Art occidental.

## Collections publiques

### Argentine
- Buenos Aires, musée national des Beaux-Arts.

### Australie
- Sydney, galerie d'art de Nouvelle-Galles du Sud.

### Belgique
- Liège, musées de l'université de Liège[Lequel ?].

### Canada
- Ottawa, Musée des beaux-arts du Canada.
- Saskatchewan, MacKenzie Art Gallery (en).

### États-Unis
- Albany, Old Jail Art Center (en).
- Bloomington, musée d'Art de l'université de l'Indiana.
- Boston, musée des Beaux-Arts.
- Chicago, Smart Museum of Art.
- Cleveland, Cleveland Museum of Art.
- Detroit, Detroit Institute of Arts.
- Harvard, musées d'Art de Harvard.
- Honolulu, Honolulu Academy of Arts.
- Kansas City, Nelson-Atkins Museum of Art.
- Los Angeles :
  - musée d'Art du comté de Los Angeles ;
  - musée Hammer.
- Memphis, Dixon Gallery and Gardens (en).
- New York, Metropolitan Museum of Art.
- Pasadena, Norton Simon Museum.
- Philadelphie :
  - Arthur Ross Gallery ;
  - Philadelphia Museum of Art.
- Pittsburgh, Carnegie Museum of Art.
- Rochester, Memorial Art Gallery.
- Saint-Louis, musée d'Art de Saint-Louis.
- San Diego, musée d'Art de San Diego.
- San Francisco, musée des Beaux-Arts.
- Toledo, musée d'Art de Toledo.
- Washington, National Gallery of Art.
- Williamstown, Clark Art Institute.

### France
- Amiens, musée de Picardie.
- Bordeaux, musée des Beaux-Arts.
- Gray, musée Baron-Martin.
- Grenoble, musée de Grenoble.
- Lille, palais des Beaux-Arts.
- Lyon, musée des Beaux-Arts.
- Mâcon, musée des Ursulines.
- Nemours, Château-Musée de Nemours.
- Paris :
  - musée d'Orsay[30] ;
  - musée du Louvre ;
  - musée national Eugène-Delacroix ;
  - Petit Palais.
- Pau, musée des Beaux-Arts.
- Reims, musée des Beaux-Arts.
- Roubaix, La Piscine.
- Rouen, musée des Beaux-Arts.
- Toulouse, Fondation Bemberg.

### Italie
- Florence, galerie des Offices, corridor de Vasari.

### Pays-Bas
- Amsterdam, Rijksmuseum.
- Otterlo, musée Kröller-Müller.

### Portugal
- Lisbonne, musée Calouste-Gulbenkian.

### Royaume-Uni
- Aberdeen, Aberdeen Art Gallery (en).
- Barnard Castle, Bowes Museum.
- Birmingham, Birmingham Museum and Art Gallery.
- Cambridge, Fitzwilliam Museum.
- Londres :
  - National Gallery ;
  - Tate Gallery ;
  - Victoria and Albert Museum.
- Manchester, Manchester City Art Galleries.
- Oxford, Ashmolean Museum.

### Russie
- Saint-Pétersbourg, musée de l'Ermitage.

### Suisse
- Zurich, Fondation et Collection Emil G. Bührle.
- Genève, Petit Palais.

## Expositions
- Fantin-Latour. À fleur de peau, Paris, musée du Luxembourg, du 14 septembre 2016 au 12 février 2017.
- Fantin-Latour. À fleur de peau, musée de Grenoble, du 18 mars 2017 au 18 juin 2017.

## Hommages
- (10311) Fantin-Latour, astéroïde.

### Iconographie
- Dornac, Portrait d'Ignace Henri Jean Théodore Fantin-Latour, dit Henri Fantin-Latour (1836-1904), peintre et lithographe, dans son atelier, entre 1885 et 1895, photographie, Paris, musée Carnavalet (notice en ligne).